# Manzanares (Ciudad Real)
Manzanares es un municipio y una ciudad española de la provincia de Ciudad Real, en la comunidad autónoma de Castilla-La Mancha. Tiene una población de 17 745 habitantes (INE 2024). Se encuentra en la comarca natural de La Mancha, en el límite del histórico territorio del Campo de Calatrava, junto a la autovía A-4, y a orillas del río Azuer. Como muchas otras poblaciones de la comarca, Manzanares fue fundada por la Orden de Calatrava a mediados del XIII, resultado del proceso de repoblación cristiana de La Mancha tras la batalla de las Navas de Tolosa, llegando a convertirse en una de las encomiendas más prósperas de toda la orden.

Dada su importancia histórica, así como su privilegiada situación geográfica como cruce de caminos norte-sur y este-oeste, Manzanares ha sido siempre considerado como uno de los municipios más importantes de la región, valiéndole el apelativo de «encrucijada de caminos». Su gran término territorial, así como los numerosos sucesos históricos acontecidos, la riqueza de su patrimonio cultural y su industria vinícola de renombrada fama, ponen de manifiesto la importancia de esta localidad a lo largo de los siglos.

## Geografía

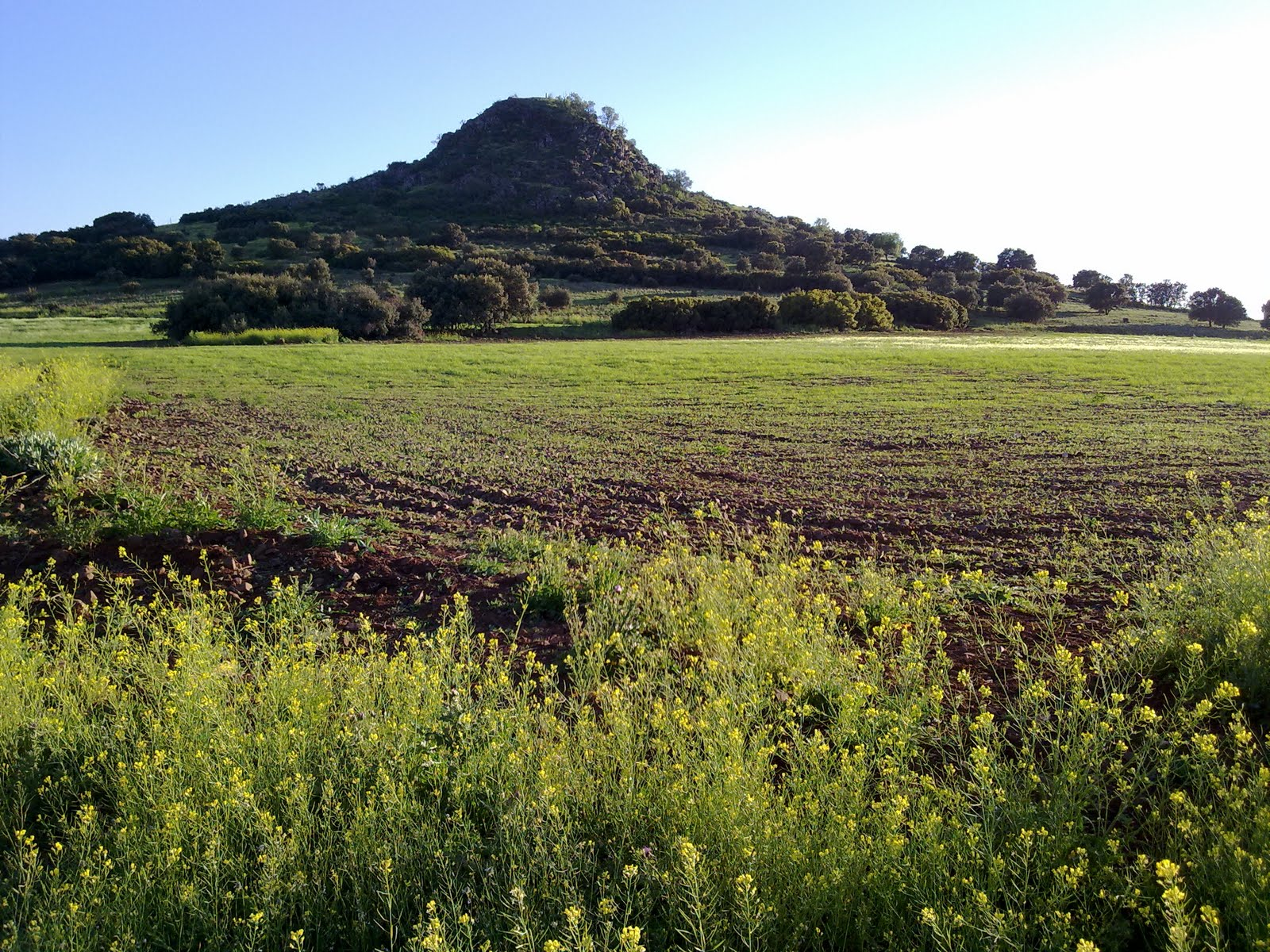
Sierra de Siles. Volcán de La Mesnera al fondo

Se encuentra en un territorio llano, propio de la comarca de La Mancha a la que pertenece, por el que discurre el río Azuer. Al suroeste se levanta una pequeña sierra, la sierra Pelada, que hace de límite con el Campo de Calatrava. Está a 661 m sobre el nivel del mar. Es un importante cruce de caminos de la autovía del Sur y de la A-43. 
Manzanares pertenece a Mancomunidad de Municipios Entreparques. Se encuentra 171 km al sur de Madrid y 51 km al este de Ciudad Real capital.
| Noroeste: Daimiel y Puerto Lápice (exclave)      | Norte: Villarta de San Juan, Herencia, Llanos del Caudillo y Alcázar de San Juan | Nordeste: Argamasilla de Alba        |
| Oeste: Daimiel                                   |                                                                                  | Este: Argamasilla de Alba y Alhambra |
| Suroeste: Moral de Calatrava y Almagro (exclave) | Sur: Valdepeñas                                                                  | Sureste: Membrilla y La Solana       |

## Historia
Manzanares se creó hacia la primera mitad del siglo XIII tal y como cita la Relación topográfica de Felipe II (año 1579), conservada en la biblioteca del Monasterio de El Escorial, según la cual se cree que la villa se fundó unos trescientos cincuenta años atrás y añade que «...en ella hay un castillo que es más antiguo que la misma villa.»
El castillo fue construido por la Orden de Calatrava para asegurar el dominio de su emplazamiento una vez deslindados los términos con la de Santiago en 1239. Por entonces, era un emplazamiento estratégico que debía defender el empalme de las Cañadas Reales de Cuenca y Soria, las cuales eran las mejores vías de comunicación en su tiempo con el río Azuer.

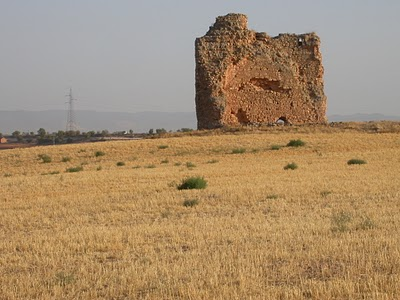
Ruinas del antiguo Torreón de Moratalaz

Según la anteriormente citada Relación topográfica, la villa tomó su nombre del castillo, el cual al calor del Romanticismo del siglo XIX paso a denominarse de «Pilas Bonas», nombre erróneo que nos ha llegado hasta hoy. En el municipio hay así mismo vestigios de antiguas poblaciones, como las Cuevas del Moro cercanas a la plaza de toros y el viejo torreón de Moratalaz.
Tras la victoriosa batalla de las Navas de Tolosa, en 1239 las órdenes militares se repartieron los vastos espacios conquistados a los musulmanes. Para marcar territorio, la Orden de Calatrava mandó construir una robusta torre de vigilancia en la frontera con la Orden de Santiago, que sería el núcleo del posterior castillo de llanura. Con centro en la casa fuerte se creó una encomienda y los nuevos colonos fueron estableciéndose a su sombra protectora. Así surgió el lugar de Manzanares que alcanzaría la categoría de villa en tiempos de los Reyes Católicos.
En 1352 el maestre Juan Núñez de Prado acordó con el concejo la construcción, en el plazo de cinco años, de una muralla de tapial que circunvalara la zona habitada. La obra nunca llegó a terminarse ya que estalló la guerra civil en Castilla y Núñez de Prado fue asesinado por mandato de Pedro I.
A partir de ese momento, Manzanares constituyó una de las encomiendas más ricas y prosperas de la Orden Calatrava, siendo llamada por tal motivo «la Encomienda Loca». Es por este motivo que muchos nobles y miembros de la Familia Real quisieron hacerse con el control vitalicio de la misma, por las cuantiosas rentas que aportaba.
Manzanares fue ocupada varias veces en el curso de la guerra de la Independencia; en cuyo periodo fue nombrada la villa capital de La Mancha. Destaca en este tiempo la figura del párroco Pedro Álvarez de Sotomayor que ofreció su vida a cambio de la de sus feligreses.
En la localidad fue redactado el denominado manifiesto de Manzanares. El texto corrió a cargo de Antonio Cánovas del Castillo y fue firmado por Leopoldo O'Donnell el 7 de julio de 1854. Este exigía unas reformas políticas y unas Cortes Constituyentes para hacer posible una auténtica «regeneración liberal». El 7 de julio de 1854 el general en jefe del Ejército Constitucional, Leopoldo O'Donnell, conde de Lucena, se pronunció contra el Gobierno en las cercanías de Madrid (Vicalvarada). La politización del levantamiento se logró a través de un manifiesto, redactado desde Manzanares por el joven Antonio Cánovas del Castillo, futuro artífice de la Restauración Borbónica. El manifiesto fue una llamada a los españoles, en el cual se pidió la continuidad del Trono, pero sin camarillas que lo deshonraran, al mismo tiempo que se habló de cosas muy caras a los progresistas: mejorar la ley electoral y la de imprenta, y rebajar los impuestos. La documentación sobre el pronunciamiento de este manifiesto puede encontrarse en la Sección Local y de Documentación de la biblioteca Lope de Vega del mismo municipio.
A mediados de los años 1990 se produjo la independencia de los Llanos del Caudillo, escindiéndose por lo tanto de su término municipal una pequeña parte.

## Demografía

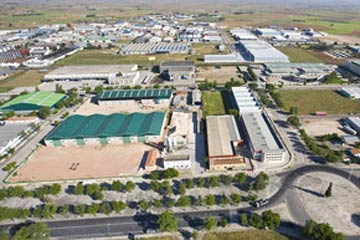
Polígono industrial

Manzanares cuenta con una población de 17 745 habitantes (INE 2024).
| Gráfica de evolución demográfica de Manzanares entre 1842 y 2021 |
| |
| Población de derecho según los censos de población del INE Población de hecho según los censos de población del INEEntre el censo de 1857 y el anterior, disminuye el término del municipio porque independiza a Las Labores Entre el censo de 2001 y el anterior, disminuye el término del municipio porque independiza a Llanos del Caudillo |

## Economía

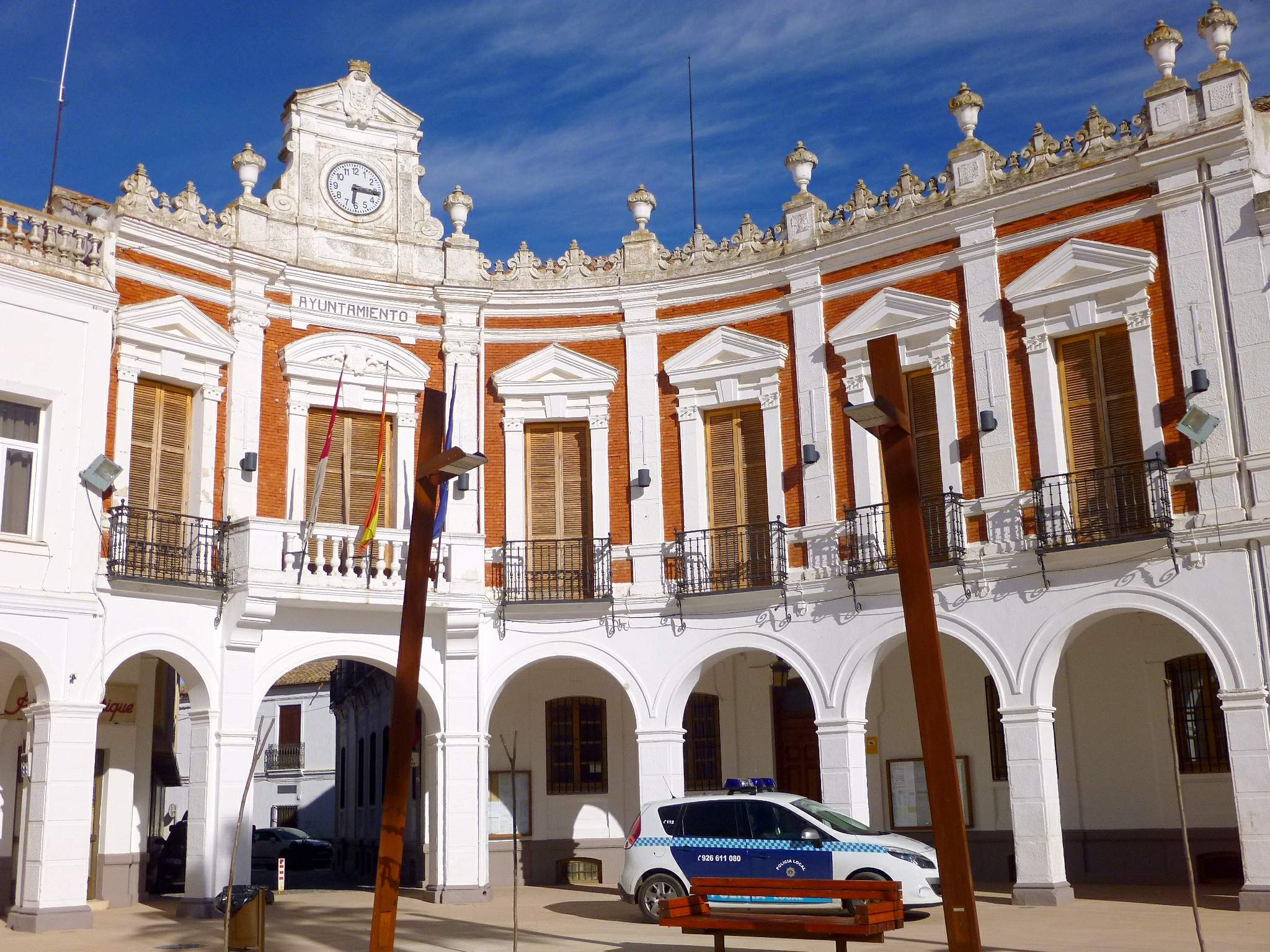
Ayuntamiento de Manzanares

Su actividad económica se basa principalmente en la industria, tiene un polígono industrial de gran extensión en comparación con el resto de poblaciones limítrofes, en el cual se encuentran industrias como la factoría de acumuladores Tudor, hoy en día Exide Technologies, de carácter internacional; inaugurada en mayo del 1978 y que da trabajo a unos 400 empleados, también hay otras empresas importantes como la empresa de aperitivos Tosfrit o de cinturones Miguel Bellido. En cierto modo, esto se debe a la buena comunicación que dispone la localidad, aunque también Manzanares es el centro de una rica comarca agrícola de vid y cereales, así como de producción y transformación de productos alimenticios autóctonos: vinos y quesos.

## Administración y política
| Periodo   | Nombre                        | Partido | Partido                                  |
| --------- | ----------------------------- | ------- | ---------------------------------------- |
| 1979-1983 | Teodoro Rincón                |         | Unión de Centro Democrático (UCD)        |
| 1983-2011 | Miguel Ángel Pozas            |         | Partido Socialista Obrero Español (PSOE) |
| 2011-2015 | Antonio López de la Manzanara |         | Partido Popular (PP)                     |
| 2015-2023 | Julián Nieva Delgado          |         | Partido Socialista Obrero Español (PSOE) |

| Partido político                          | 2023  | 2023  | 2023       | 2019  | 2019  | 2019       | 2015  | 2015  | 2015       | 2011  | 2011  | 2011       | 2007  | 2007  | 2007       |
| Partido político                          | %     | Votos | Concejales | %     | Votos | Concejales | %     | Votos | Concejales | %     | Votos | Concejales | %     | Votos | Concejales |
| Partido Socialista Obrero Español (PSOE)  | 53,28 | 5112  | 10         | 52,66 | 5140  | 11         | 39,99 | 4093  | 8          | 35,75 | 3905  | 7          | 47,85 | 4666  | 9          |
| Partido Popular (PP)                      | 31,62 | 3034  | 6          | 26,99 | 2634  | 5          | 33,92 | 3472  | 6          | 49,92 | 5453  | 9          | 41,22 | 4020  | 7          |
| Vox                                       | 6,09  | 585   | 1          | –     | –     | –          | –     | –     | –          | –     | –     | –          | –     | –     | –          |
| Unión de Ciudadanos Independientes (UCIN) | 4,70  | 451   | 0          | 7,27  | 710   | 1          | –     | –     | –          | –     | –     | –          | –     | –     | –          |
| Podemos-Izquierda Unida (IU)-Ganemos      | 2,59  | 249   | 0          | 3,48  | 340   | 0          | 5,35  | 548   | 1          | 5,68  | 620   | 1          | 8,35  | 814   | 1          |
| Asamblea Ciudadana de Manzanares (ACM)    | –     | –     | –          | 3,79  | 370   | 0          | 9,96  | 1019  | 1          | –     | –     | –          | –     | –     | –          |
| Unión Progreso y Democracia (UPyD)        | –     | –     | –          | –     | –     | –          | 6,32  | 647   | 1          | 4,50  | 491   | 0          | –     | –     | –          |

## Servicios

### Transporte

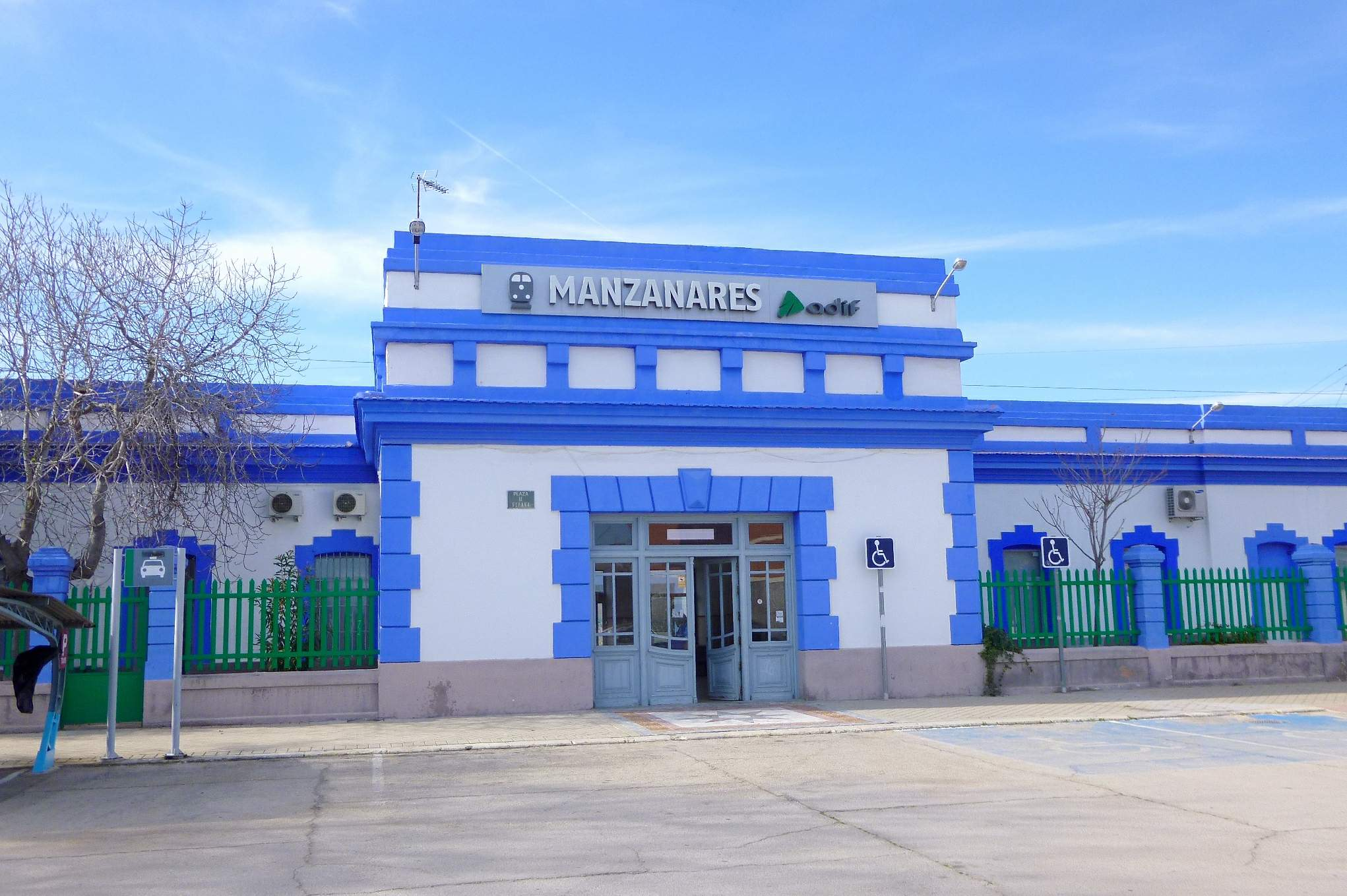
Estación de tren, paseo de la Estación

- Autovía de Andalucía (N-IV), CN-340, CN-310 y desde 2009, Autovía A-43 (este-oeste).
- Ferrocarril: diferentes líneas desde Madrid, Barcelona, Andalucía, Valencia y Extremadura.

Distancia a otras localidades: Ciudad Real: 55 km; Madrid: 175 km; Toledo: 134 km; Albacete: 163 km; Jaén: 159 km; Córdoba: 219 km; Bolaños de Calatrava: 27 km;Argamasilla de Alba: 29 km; Tomelloso: 40 km; Valdepeñas: 28 km.

### Sanidad
Manzanares cuenta con el Hospital Virgen de Altagracia, inaugurado en 1972 y el primero a nivel comarcal construido en toda España, que acoge a un gran número de pacientes a diario de la localidad y poblaciones cercanas. Desde entonces ha ido sufriendo diferentes reformas e introduciendo nuevos equipamientos sanitarios para mejorar el servicio. Asimismo, cuenta con sendos centros de salud distribuidos por la localidad, Manzanares I y II.

## Patrimonio
Manzanares cuenta con un destacado patrimonio que incluye, entre otros, el castillo de «Pilas Bonas», la iglesia parroquial de la Asunción —ambos monumentos declarados Bienes de Interés Cultural en 1979 y 1991, respectivamente—, la ermita de la Vera Cruz, una serie de casas señoriales con patios de columnas y una variada oferta museística. En este sentido, la localidad ha sido galardonada con dos reconocimientos gracias al esfuerzo municipal por promocionar el turismo de la localidad: el Premio a la Mejor Iniciativa Turística de Castilla-La Mancha (Premios Regionales de Turismo, 2018) y destino novel del Sistema Integral de Calidad Turística Española en Destinos (SICTED), reconocido por el Gobierno de España en la edición Fitur de 2019.

### Arquitectura religiosa
Iglesia parroquial de Nuestra Señora de la Asunción

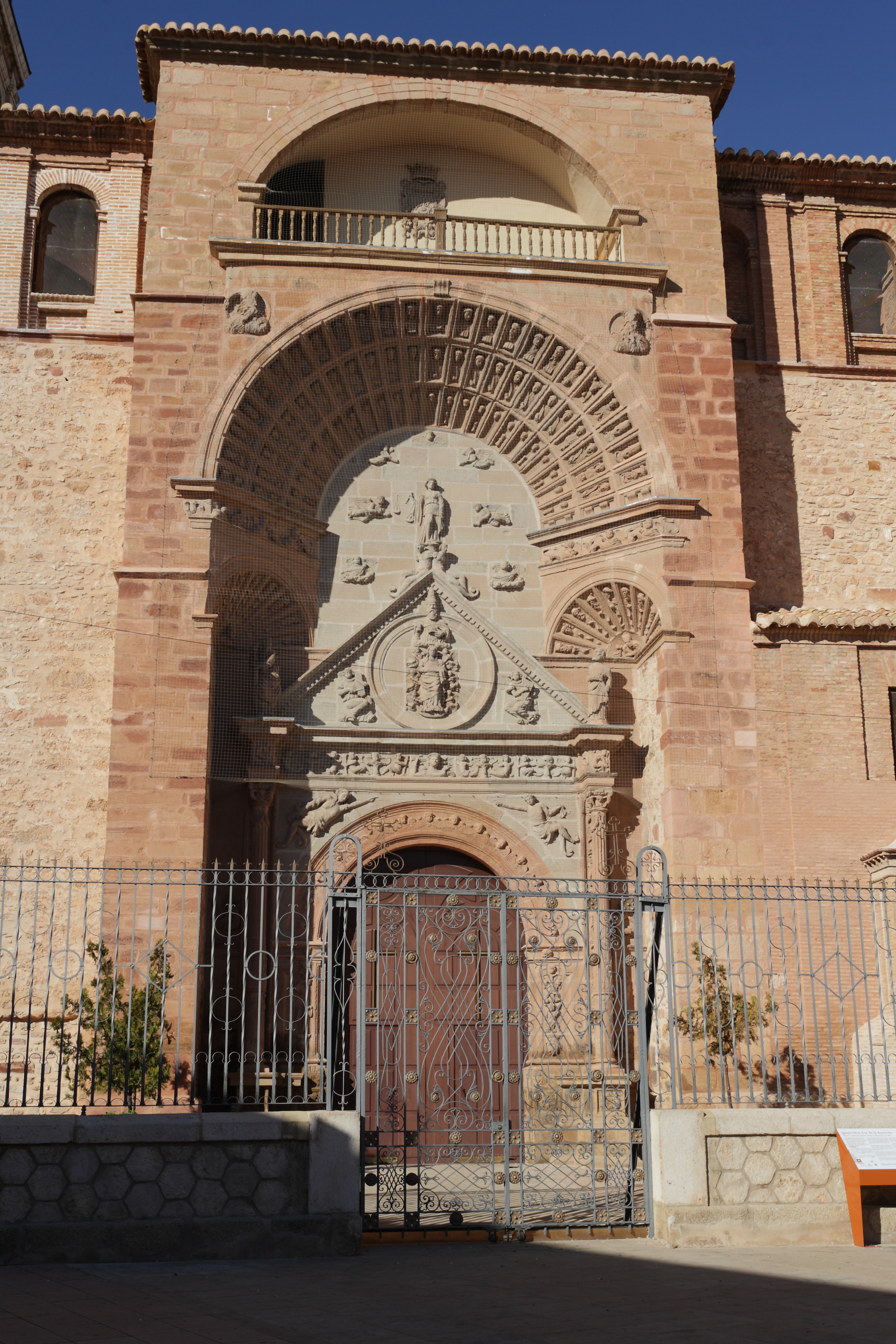
Portada meridional de la iglesia de Nuestra Señora de la Asunción

Se trata del templo más grande de toda la diócesis de Ciudad Real, ya que a la imponente nave central de 1200 m² se suma el espacio de cinco capillas de gran tamaño y otras dependencias como sacristía, antesacristía, archivo o la propia torre. Fue declarado Bien de Interés Cultural, con la categoría de monumento, el 8 de octubre de 1991.
El edificio preside la plaza principal de la localidad con su magnífica portada escultórica, ejecutada por el cantero vizcaíno Alonso Galdón a mediados del siglo XVI —la cual está considerada como la mayor y mejor muestra de la escultura monumental del Renacimiento en todo el Campo de Calatrava—, contando con un riquísimo repertorio iconográfico. La construcción del edificio va desde el siglo XV al XVIII, pasando por diversas fases de mejoras y ampliaciones hasta configurar el edificio actual. También ha contado con diferentes restauraciones a lo largo del tiempo, especialmente tras la guerra civil, cuando fue incendiada; su reconstrucción recayó en manos de Luis Moya, Pedro Muguruza y Enrique Huidobro.
La grandiosidad y empaque del conjunto se completa con otros elementos singulares, como la ventana del brazo derecho del transepto, probablemente ejecutada por el propio Galdón; el blasón del marquesado de Salinas, esculpido en el exterior de la capilla familiar; o el campanario barroco, principal símbolo de la identidad del municipio.
Ermita de la Vera Cruz (o de Jesús del Perdón)
Se levanta sobre lo que fue antaño una ermita y humilladero del siglo XVI. Fue a finales de esta centuria cuando la cofradía de la Vera Cruz decidió construir un templo nuevo en el que se pudiera dar culto a sus imágenes. En 1883, la ermita sufrió una importante reforma por el médico Alfonso González-Mellado Buenasmañanas, oriundo de la localidad, aunque la obra de la fachada principal corrió a cargo de Francisco de Cubas, quien por aquel entonces dirigía las obras de la catedral de la Almudena de Madrid. Incendiado en julio de 1936, el edificio fue reconstruido en la década de 1940, modificando su primitivo aspecto. Las últimas obras se llevaron a cabo en el año 2002, cuando se reformó la fachada principal.
La ermita acoge en su interior una de las tallas más veneradas de la localidad, la de Jesús con la cruz a cuestas, con el título «del Perdón», patrón de Manzanares desde mediados del siglo XIX. Se trata de una obra realizada en 1942 por el escultor bilbaíno Quintín de Torre y que vino a sustituir a la escultura de comienzos del XVII desaparecida durante la guerra civil. La imagen se inserta en el centro de un enorme retablo ojival, realizado en madera policromada por Luis Ortega Bru (1962-1968). Esta pieza, realizada en madera policromada, consta de un cuerpo con tres calles y un ático conformados por tres grandes altorrelieves (la Coronación de Espinas, la Crucifixión y la Anunciación a la Virgen) y seis esculturas de pequeño tamaño en las entrecalles (san Pedro, san Pablo y los cuatro evangelistas: Marcos, Mateo, Juan y Lucas). El resto del obra cuenta con una decoración vegetal profusa que rellena el espacio intermedio entre el retablo y el arco del presbiterio, imitando el estilo gótico flamígero.
Su interior está presidido por un enorme retablo ojival, obra del imaginero gaditano Luis Ortega Bru y datado en 1965. Realizado en madera policromada, se compone de tres grandes altorrelieves (Coronación de espinas, Crucifixión y Anunciación) y una decoración vegetal profusa en las zonas intermedias de este que imita el periodo gótico florido. En el centro del retablo se encuentra, además, la imagen titular de Jesús del Perdón, patrón de Manzanares y talla realizada en 1942 por el escultor vasco Quintín de Torre, que vino a sustituir a la anterior, destruida durante la Guerra Civil. El retablo fue remodelado en el año 2002, concretamente, en el paso interior existente para realizar el tradicional besapié de la imagen titular, con la instalación del rodapié, zócalo, pasamanos y techo en madera tallada y policromada.

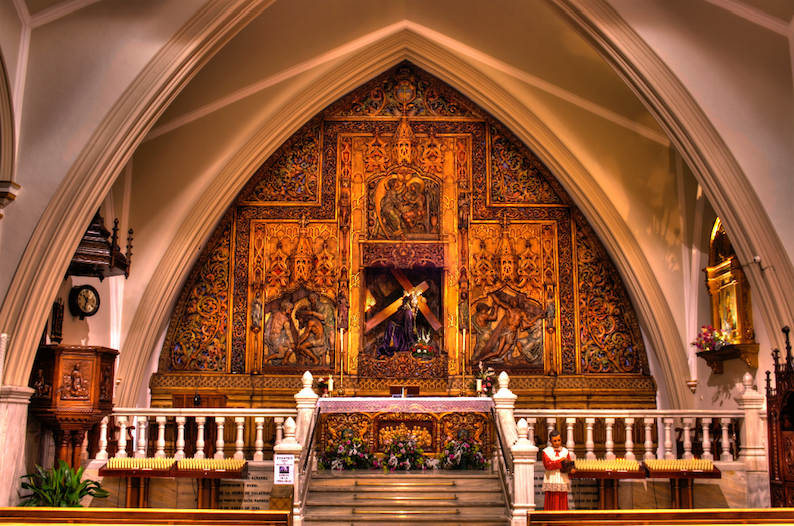
Interior de la ermita de la Vera-Cruz, con el retablo de Luis Ortega Bru (1965) al fondo

En el antiguo presbiterio de la ermita —hoy capilla del Santísimo y decorada con pinturas murales en la bóveda— se sitúa el primitivo retablo, realizado en 1920 y que acogía, hasta 1935, la imagen de Jesús del Perdón durante los Novenarios de septiembre en su honor (que todavía se celebran), en la iglesia parroquial de la localidad. El conjunto se completa con tres imágenes titulares neobarrocas de Ortega Bru: la Virgen de la Esperanza, San Juan Evangelista y el Cristo de la Vera-Cruz. En 2016 se sumó una Virgen de la Misericordia del imaginero Manuel Téllez Berraquero. Asimismo se encuentra en esta capilla la imagen del Santísimo Cristo Resucitado y anteriormente también se situaba una imagen de Nuestra Señora de la Cabeza, ahora trasladada a un nicho cerca del altar mayor.
A lo largo de su historia, la ermita ha ido acogiendo diversas cofradías con sus respectivas imágenes. Actualmente, la ermita de la Vera-Cruz cobija la Cofradía del Santísimo Cristo Resucitado y especialmente, la Hermandad de Nuestro Padre Jesús del Perdón y María Santísima de la Esperanza. Esta fue fundada en 1690 como queda constatado en el acta del Libro de Fundación de la Hermandad. El nombre de Jesús del Perdón lo recibió la imagen del Cristo Arrodillado en la histórica jornada del Viernes Santo de 1809 cuando, ante la iniciativa del párroco Pedro Álvarez de Sotomayor, se sacó dicha imagen hasta la ermita del Cristo de las Agonías, ante la inminencia del ataque por parte de las tropas francesas para recibir al general Sebastiani y pedirle misericordia para la población. El militar concedió el perdón y desciñéndose del fajín verde que portaba, lo puso en la cintura de la imagen en señal de acatamiento, de ahí el nombre de «Jesús del Perdón» que tomó desde entonces el venerado patrón.
El auténtico fajín francés que el patrón luce en sus salidas procesionales se conservaba en la Cripta-Museo de la ermita, existente bajo la nave centra, desde que fuera rehabilitada y acondicionada en 1988, pero tras la remodelación del suelo llevada a cabo en 2018 pasó a instalarse en una urna de la nave principal. En dicha cripta se exhiben asimismo algunos tesoros de la Hermandad, como el citado Libro de Fundación, el estandarte y juego de potencias de la antigua imagen titular, imaginería de artistas tan diversos, desde Ortega Bru hasta Francisco Salzillo, y otros ejemplos de textiles, platería u orfebrería, como dos vinajeras del platero cordobés José de Góngora, ejecutadas entre 1753 y 1758.
Iglesia de Nuestra Señora de Altagracia

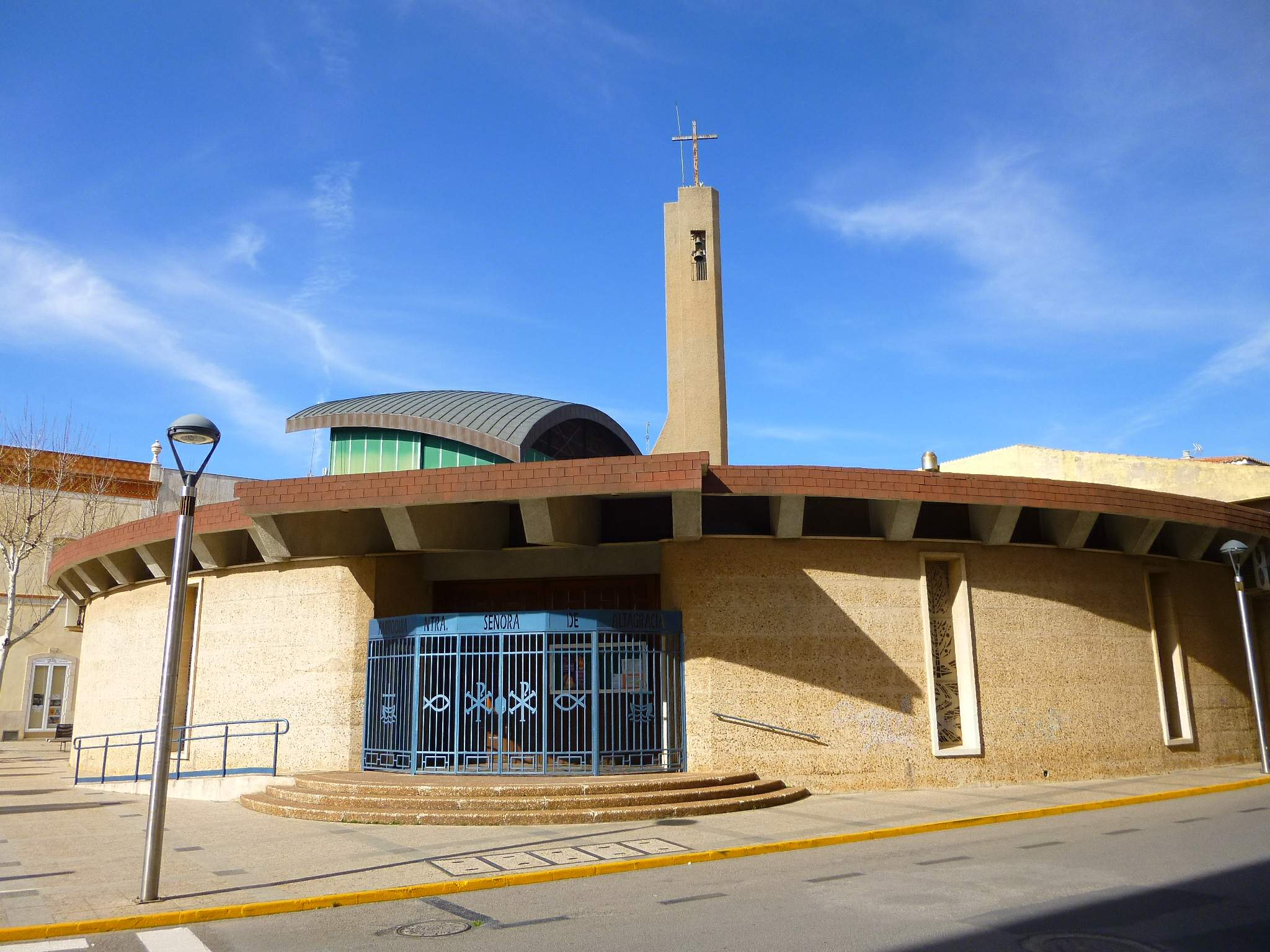
Iglesia de Nuestra Señora de Altagracia en la plaza del Gran Teatro

Antigua ermita dedicada a la Virgen de Gracia, cuya construcción se remonta a 1493. La imagen de la Virgen de Gracia había sido traída a Manzanares en 1512 por el párroco Martín Sánchez Manzanares, desde Alcalá de Henares. También se encontraba en la ermita un retablo con la imagen de San Marcos. El 11 de julio de 1909 se inauguró el nuevo retablo mayor presidido por la Virgen de Gracia, obra de entalladores locales. La ermita fue incendiada durante la Guerra Civil, quedando únicamente en pie la portada, que había sido construida recientemente debido a las obras de ampliación del edificio.
A partir de la década de 1970 se levantó, en su lugar, un nuevo y moderno templo parroquial de estilo eclético o posmoderno bajo el diseño de Eduardo Gascón. Estuvo finalmente abierto al público en 1975. Se trata de un edificio bajo con planta cuadrangular y en forma de abanico. Posee un estilizado campanario con una torre de 20 metros de altura rematada por una cruz y un amplio porche delantero, finalmente rematado en un conjunto de madera que alcanza la plaza del Gran Teatro.
El sencillo presbiterio está presidido por un moderno Cristo Crucificado, en cuya derecha aparece la imagen de la patrona de Manzanares, la Virgen de Altagracia, realizada en 1943 y cuya festividad es el 8 de diciembre. Esta devoción procede de la fundación misma de Manzanares, en el año 1229. Cuando Sancho III de Castilla donó estas tierras al abad de Calatrava, este las encomendó a varios de sus capitanes procedentes de Vizcaya, quienes tenían gran fervor por la Virgen de Altagracia. Así, en el acto mismo de fundación de la ciudad se puso bajo la advocación de esta Virgen.
Monasterio del Santísimo Sacramento. Convento de las Monjas Franciscanas de Clausura

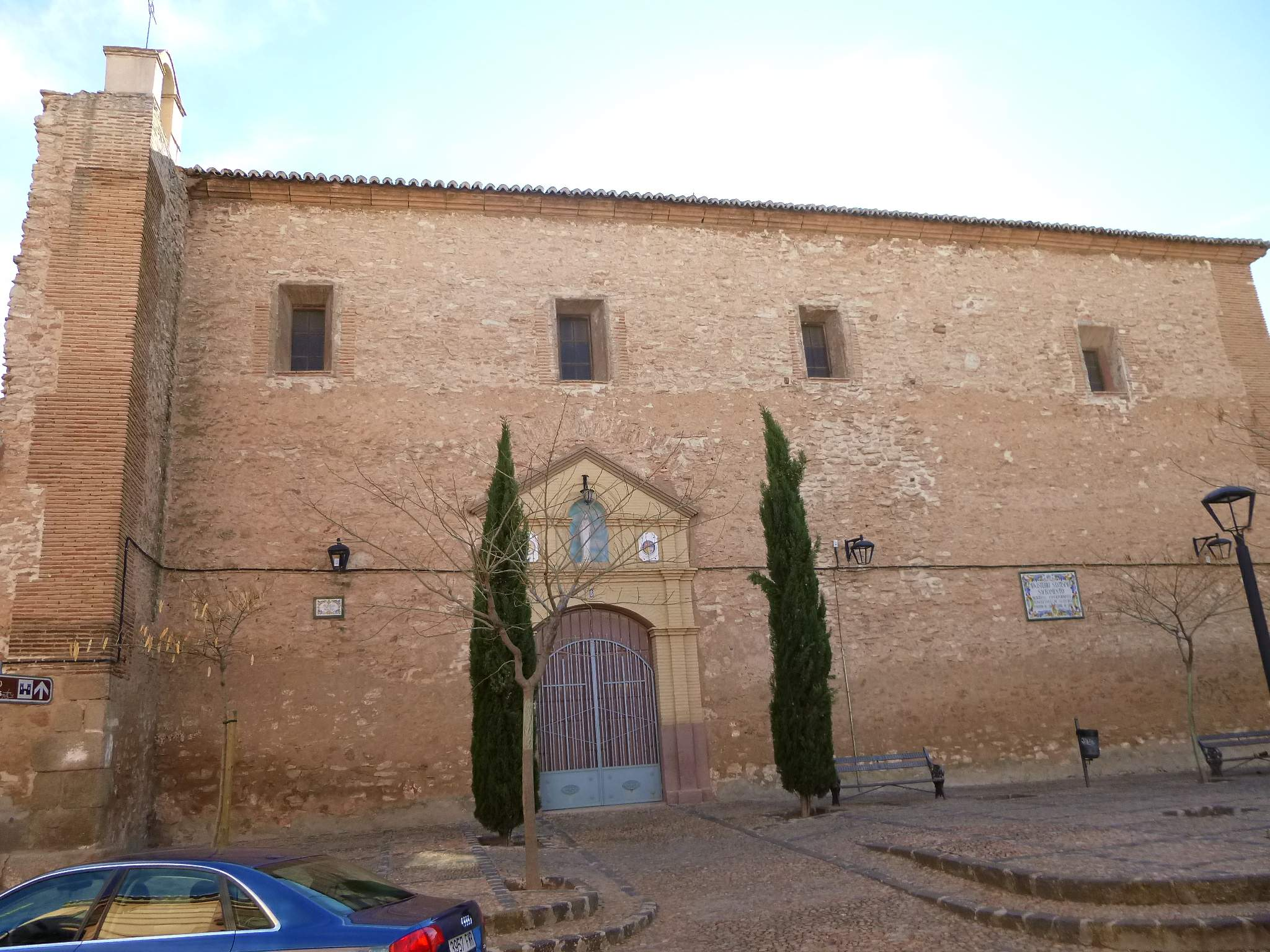
Fachada barroca del Convento de las Franciscanas

Popularmente conocido por el de las «Monjas de Clausura». Se inauguró en el año 1592 y siempre tuvo la protección de la familia Quesada y Tello. La fachada es de estilo barroco, del siglo XVII, y sirve de pórtico a la soledad y el recogimiento. En ella podemos apreciar una imagen de Santa Beatriz de Silva bajo el escudo de la Orden.
Desde su fundación hasta la actualidad ha estado habitado por monjas de clausura. Su exterior es de mampostería, con cadenas de ladrillo en la esquina, lo mismo que la puerta principal, que con su medio punto rebajado y composición adyacente, evoca el estilo neoclásico. El mismo paramento tiene varios rectangulares en su parte superior y a la izquierda un campanil no en uso, compañero de la espadaña interior.
Forma un conjunto sobrio y sólido, junto a la torreta rectangular de la esquina entre la plaza de Alfonso XIII y la calle Monjas, con ventanales de medio punto enrejados y celosías, murales de mampostería y ladrillado. En el interior de la iglesia destaca la bóveda de cañón con lunetos entre arcos torales simulados, mientras que las pilastras y cornisas sostienen modillones.
El enorme retablo dorado está coronado por el Sagrado Corazón de Jesús. En el centro también encontramos a María Inmaculada, flanqueada a la derecha por la imagen de Santa Beatriz de Silva, fundadora de la Orden de las Concepcionistas Franciscanas Descalzas, y a la izquierda por la imagen de San Francisco. Debajo está el Sagrario con el Santísimo, titular del convento. Destaca el relieve de la mesa del altar, que representa la Santa Cena.
El coro es el espacio de oración desde el que las religiosas siguen la misa y cuantas celebraciones tienen lugar en la iglesia. Se caracteriza por su buena acústica. El interior del monasterio destaca por su austeridad y sencillez. También cuenta con numerosos cuadros del pintor local manzanareño Antonio Iniesta.
El monasterio fue reconstruido en 1944, tras la Guerra Civil.
Ermitas, capillas y oratorios

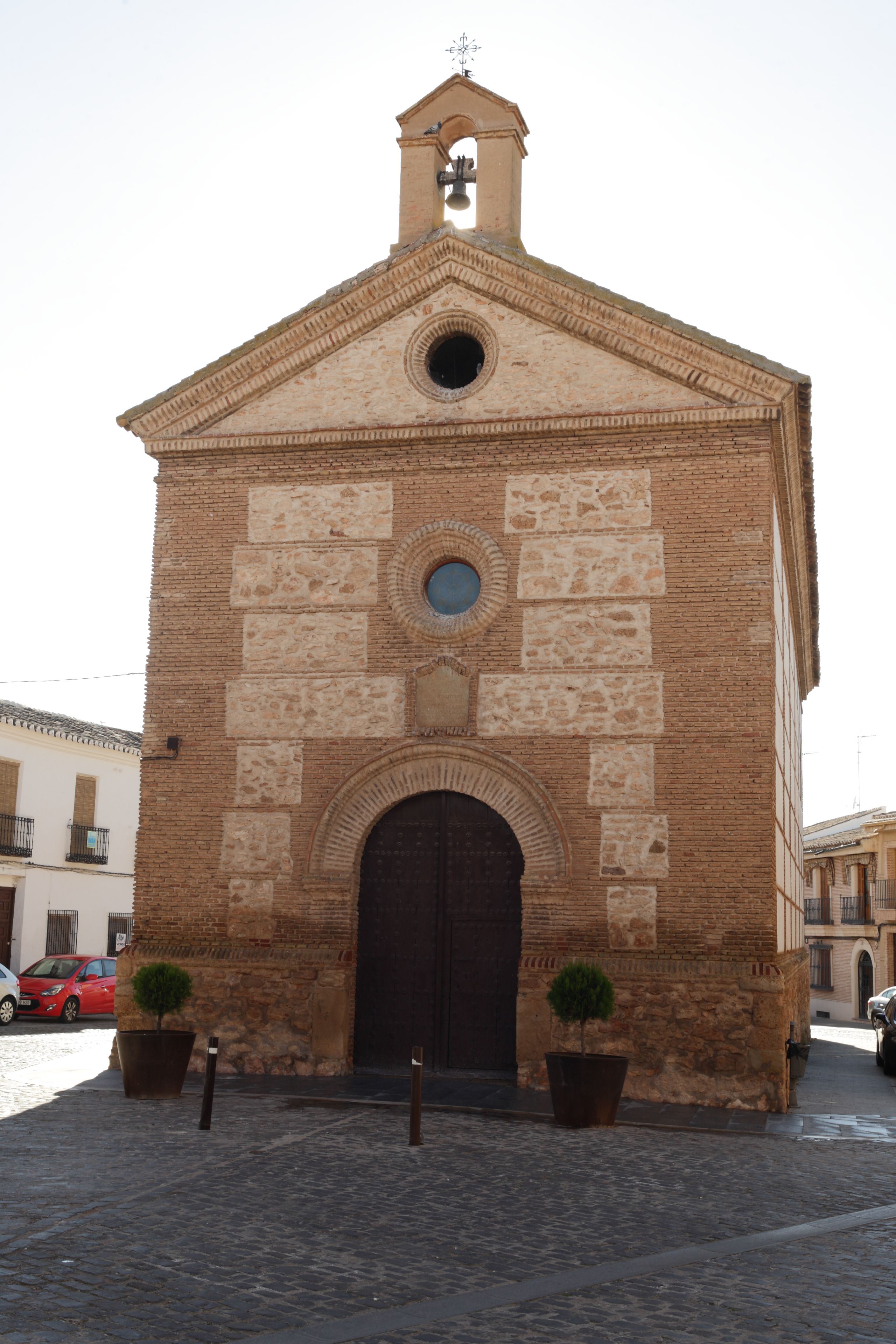
Ermita de San Antón

- Ermita de san Antón. Dedicada al patrón de los animales, preside la plaza homónima. Se trata de un edificio de construcción austera y sobria, pero puede ser considerada la ermita más elegante de todas las que se conservan en pie. Si bien fue levantada en el siglo XVI, fue restaurada y ampliada en 1788, tal y como reza la inscripción en latín emplazada sobre la puerta principal del templo.[42] La ermita se encuentra exenta para que, de acuerdo con el ritual religioso, durante la festividad de san Antón los animales den tres vueltas alrededor del inmueble y así obtener la protección del santo.[43]

- Ermita de la Virgen de la Paz. Ermita del siglo XVI que anteriormente tuvo como titular a santa Quiteria, cambiando de advocación a la Virgen de la Paz en el siglo XVIII.[43] Destacan en su interior los diferentes pasos procesionales que la hermandad de la Oración en el Huerto saca en Semana Santa,[44] así como una pintura barroca con la representación de la Virgen imponiendo la casulla a san Ildefonso.[45]

- Ermita de san Blas. Emplazada en la plaza del castillo, fue levantada en 1847 sobre una antigua ermita dedicada al Cristo de la Buena Muerte y que fue destruida durante la Guerra de la Independencia para asegurar la defensa de dicha fortaleza. Fue con esa reconstrucción decimonónica cuando se descubrió una imagen de san Blas, pasando a convertirse en titular del templo.[46]

Cabe destacar igualmente la ermita del Cristo de las Agonías, construida en el siglo XVIII frente a la plaza de toros y supuesto escenario del acontecimiento de patronazgo de Nuestro Padre Jesús del Perdón en 1809, o el oratorio de la Virgen de la Soledad en la calle homónima.

### Arquitectura civil
Ayuntamiento o palacio municipal

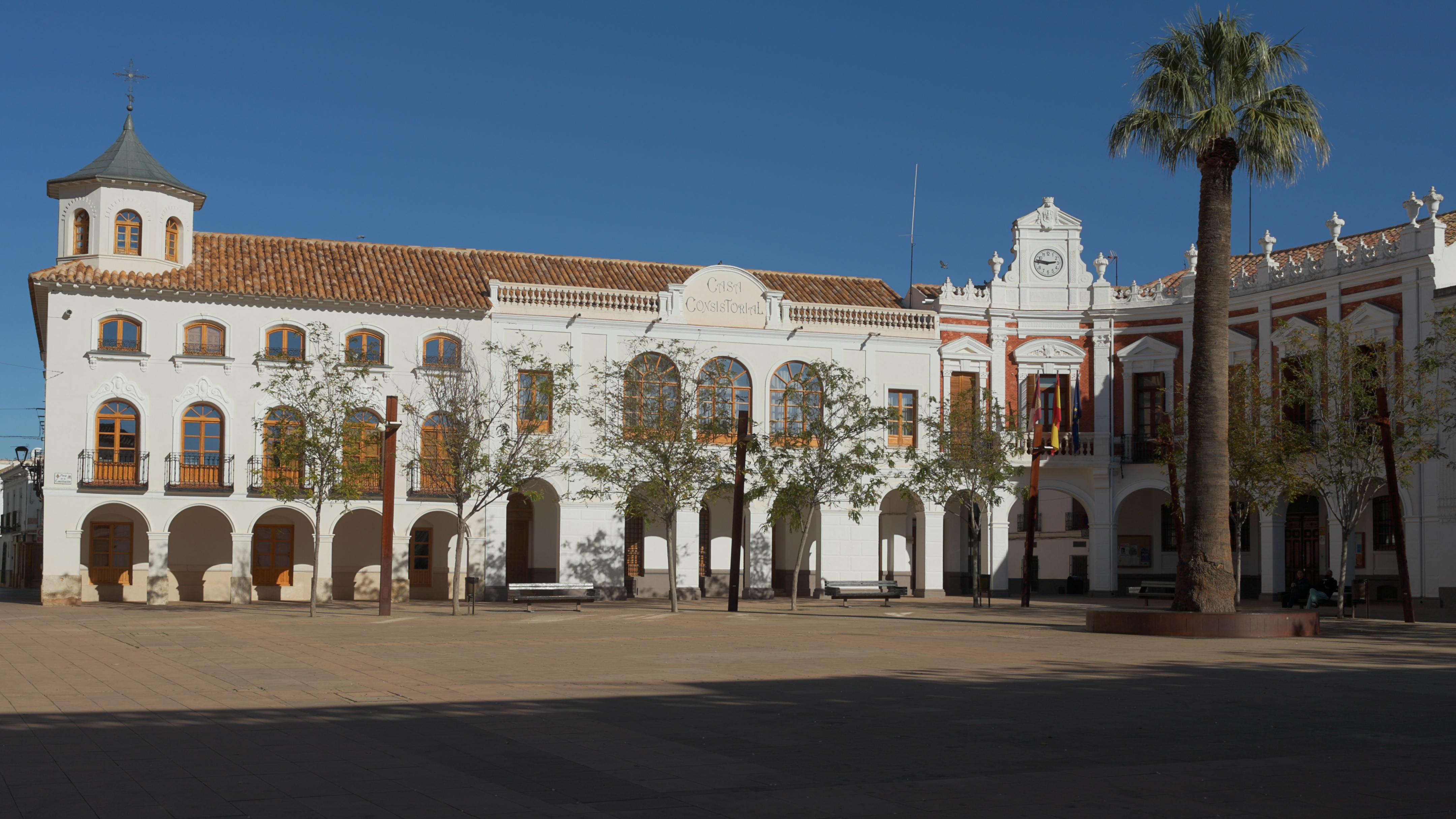
Plaza de la Constitución de Manzanares: de izquierda a derecha, la casa de los Mulleras-Arias o de «Josito», la antigua casa consistorial y el palacio municipal

El ayuntamiento de Manzanares se alza sobre el lugar que ocupaba el antiguo Teatro Calderón, en la actual plaza de la Constitución, y contiguo a la antigua casa consistorial. Al quedar esta pequeña, la corporación municipal, presidida por el alcalde Agustín Serrano González, decidió aprobar la construcción de un nuevo palacio municipal para poder realizar una buena labor en todos sus ámbitos. La construcción corrió a cargo de Alfonso Pedrero Peña, constructor de la localidad, aunque ya en 1920 el arquitecto municipal, Telmo Sánchez, había proyectado el edificio, inspirado en el Renacimiento español, pero por motivos económicos hubo que simplificar muchos adornos de la fachada. El edificio se llevó a cabo entre 1926 y 1929, contando con la supervisión de Antonio Flórez Urdapilleta —quien, por entonces, estaba llevando a cabo las obras de rehabilitación del Teatro Real de Madrid—, y es una notable muestra de la arquitectura ecléctica del siglo XX.
Adyacente al edificio se encuentra la casa consistorial, datada en 1863, y que, tras la construcción del nuevo ayuntamiento, se utilizó durante muchos años como biblioteca municipal. Entre finales de 2017 y principios de 2018, ambos edificios fueron sometidos a una profunda restauración que les devolvió su aspecto original, así como el descubrimiento del antiguo pozo «del concejo» debajo de los soportales del consistorio, lugar donde los rebaños trashumantes abrevaban a su paso por Manzanares.
Casa «del santo»

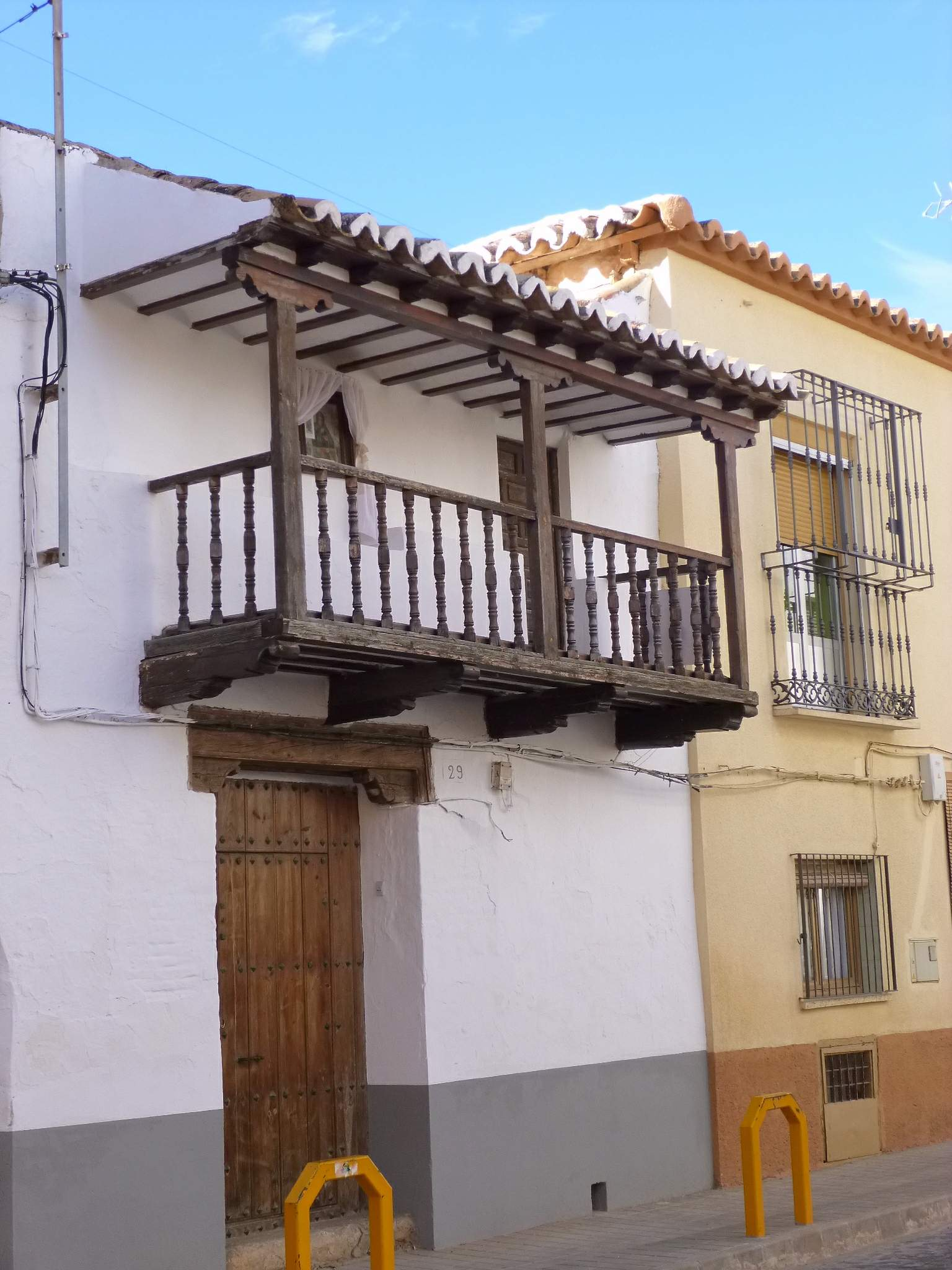
Fachada de la casa «del santo»

Se trata de un pequeño pero interesante ejemplo de la arquitectura popular manchega del siglo XVII. Está conformada por una fachada encalada con puerta adintelada que da acceso a un patio interior conformado por una galería de pilastras de madera, en la que aparecen grabadas las fechas de 1617 y 1629, y un pozo en uno de sus rincones. Sobresale su balcón exterior, que cuenta con pilastras, balaustrada y viguería de madera. En él figura una imagen de san Francisco de Paula, de ahí su nombre popular. Fue restaurada en 2009.
Casa del Manifiesto

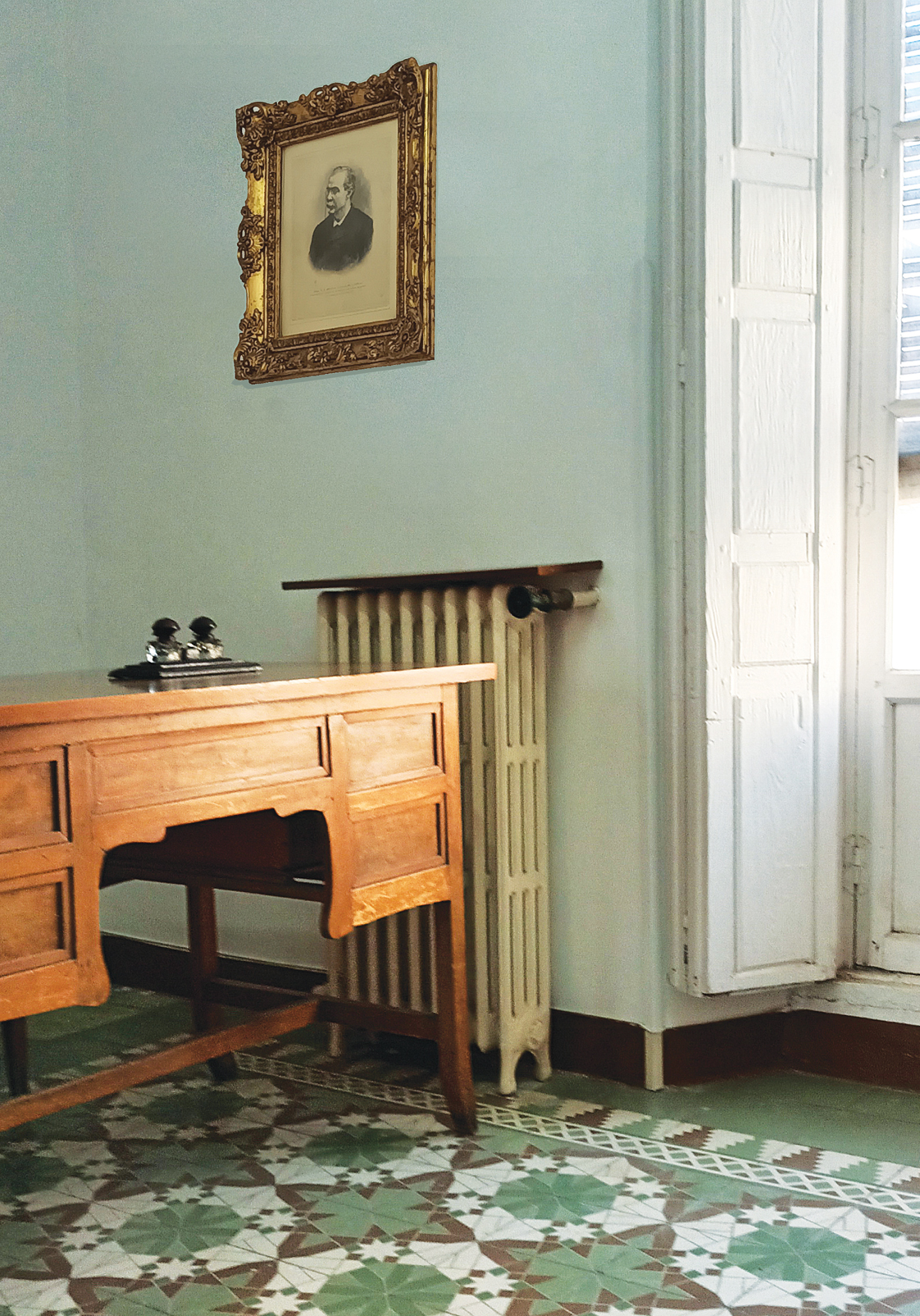
Despacho de la Casa del Manifiesto

La Casa del Manifiesto, situada en la calle Empedrada número 6, es testigo de un acontecimiento de gran trascendencia nacional que cambió la Historia de España y, por ello, forma parte del Patrimonio Cultural de Castilla-La Mancha, del Catálogo de Bienes y Espacios Protegidos de la localidad y de la Carta Arqueológica Municipal. El 7 de julio de 1854, en una de sus estancias, Antonio Cánovas del Castillo, secretario personal del general Leopoldo O’Donnell, redactó el llamado Programa de Manzanares, germen de la Revolución de julio que se extendió por toda España, con Madrid como epicentro, en defensa de la libertad, el orden y la moralidad pública y en contra del abuso de poder, la arbitrariedad, el recorte de las libertades y la corrupción del Gobierno. Los sublevados querían, asimismo, conservar el Trono de Isabel II «pero sin camarilla que lo deshonre». El éxito de la proclama fue la mecha que aceleró la caída del Gobierno del conde de San Luis, forzó el exilio de la Reina Madre, María Cristina de Borbón, y abrió la puerta del bienio liberal fusionista (llamado comúnmente progresista). Asimismo, el Manifiesto de Manzanares, que tenía como principal aspiración la «regeneración liberal» y el cumplimiento de la «voluntad nacional», tal y como consta en su propio texto, dio lugar, por primera vez en España, a la formación de un gobierno de fusión o concentración entre moderados y progresistas, presidido por Baldomero Espartero, junto a Leopoldo O’Donnell como ministro de la Guerra. Ese período de dos años acabó desembocando en la Constitución 'non nata' de 1856 y en la creación de la Unión Liberal, partido en el que militaría el propio Cánovas del Castillo y con el que desempeñaría un papel determinante en la política española del siglo XIX.
Casas nobiliarias y solariegas
Testimonio de su condición de tierra histórica de nobles, caballeros e hidalgos, Manzanares posee un amplio número de palacios y residencias que pertenecieron a familias de alto poder adquisitivo. La mayoría de estas edificaciones se levantaron entre los siglos XVI y XVII siguiendo el modelo de casa de doble altura organizada en torno a un patio central y disponiendo de zona residencial y de labranza o corral. Muchas de ellas sufrieron importantes reformas entre 1880 y 1900 como consecuencia de la plaga de la filoxera que se desató en España en la década de 1870 desde Francia y que afectó a la industria vitivinícola. Dado que La Mancha se vio libre de la epidemia hasta comienzos de la siguiente centuria, se pudieron firmar acuerdos comerciales con el país galo para la exportación de vino, de tal modo que los diferentes propietarios de viñedos en Manzanares aumentaron notablemente sus ingresos y destinaron parte de ellos a adecuar sus viviendas a los gustos de la época. De este modo, estas residencias están engalanadas con mosaicos hidráulicos, amplias monteras de cristal enriquecidas con motivos decorativos, chimeneas de importación francesas de hierro fundido, etc.
Entre aquellas edificaciones que todavía mantienen su fisionomía original, sin transformaciones decimonónicas, destacan los palacios de los marqueses de Salinas —donde se hospedaron el rey Alfonso XIII, sus hijos, Alfonso y Jaime; el montero mayor de la Casa Real, Baltasar de Losada y Torres, conde de Maceda; la escolta y otros aristócratas con motivo de la cacería real que se organizó en la ciudad los días 30 de noviembre y 1 de diciembre de 1926— y del conde de Valiente o de los Ochoa, construidos entre los siglos XVII y XVIII, y de los que sobresalen los blasones y balcones de baranda forjada de sus fachadas principales. De esta última centuria data también la casa «de los leones» —la cual recibe su nombre por los dos leones situados en el dintel de la puerta y que protegen un escudo familiar— y, ya muy modificadas, la casa «del mayorazgo» —actual casa de la cultura— y, especialmente, la casa de la familia Mulleras-Arias o «Josito», levantada en 1865 en la plaza de la Constitución, junto a la antigua casa consistorial, y cuyo nombre popular deriva del mesón que instaló José María Carnicero Alonso, «Josito», desde 1973 a 1989, y de la que destaca su torreón octogonal en la esquina. Tras una profunda rehabilitación del inmueble llevada a cabo entre 2015 y 2022, el edificio acoge los servicios sociales municipales.
Otras edificaciones destacadas son la casa de los Merino o centro cultural «Ciega de Manzanares» y la de los Malpica, de los siglos XVI y XVII, respectivamente, pero alteradas en el XIX, que acogen sendos museos, archivos y asociaciones. La primera, que toma su nombre de la poetisa decimonónica María Francisca Díaz-Carralero Rodelgo, la «ciega de Manzanares», despunta por haber sido el lugar donde, de acuerdo con la tradición, pernoctó santa Teresa de Jesús el 14 de febrero de 1575 con motivo de un viaje que realizaba entre Malagón y Beas de Segura.
Castillo de Pilas Bonas o de Manzanares

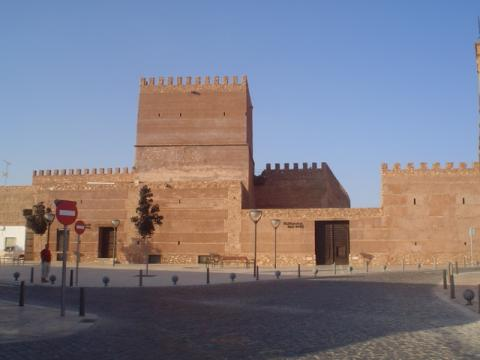
Castillo de Pilas Bonas, detalle de la torre del homenaje

El castillo de Pilas Bonas o de Manzanares está incluido en el Inventario del Patrimonio Arquitectónico de Interés Histórico-Artístico realizado por el Ministerio de Cultura en el año 1979. Si bien hay todavía muchos puntos oscuros en cuanto al origen del Castillo y de la población de Manzanares, diversos historiadores coinciden en que el Castillo debió construirse en torno al año 1239, con posterioridad al deslinde de los territorios de las órdenes de Santiago y de Calatrava. Las razones para su construcción serían probablemente la proximidad al río Azuer, la existencia de pozos con abundancia de aguas o el cruce de caminos y veredas.
En torno al Castillo crecería la villa de Manzanares hasta tener entidad de población. En el Castillo estableció la Orden de Calatrava la Sede de la Encomienda de Manzanares.
En los libros de visitas de la Orden se tienen diversas noticias documentales a partir del año 1423, que nos ofrecen datos sobre la configuración del Castillo, de la existencia de la Torre Mayor o de la casa donde habitaba el clavero de la orden. Ya en visitas del siglo XVI, se describen obras para sustitución de la puerta levadiza de madera por otra de cal y canto de un solo ojo y con pretiles en sus lados. También en esta época se hace referencia en los documentos de la Orden a cuatro torreones que probablemente estarían repartidos en la cerca defendiendo las puertas.
En lo relativo a las edificaciones interiores, ya en el siglo XVI, se hace mención a los tres patios, rodeados de edificaciones y estancias con usos diversos (cocinas, almacenes, vivienda, dependencias para la guarnición, etc.). Además, en 1549 se habla de un «quarto nuevo» que bien pudiera tratarse de la edificación de dos plantas con columna. En el lado derecho existían caballerizas y al fondo en la parte noroeste cerrada con un patio exclusivo quedaba la vivienda del Comendador reformada en torno al año 1500, momento en que se construirían las elegantes galerías con columnas de piedra que todavía pueden contemplarse prácticamente en su totalidad, con reminiscencias góticas y mudéjares.

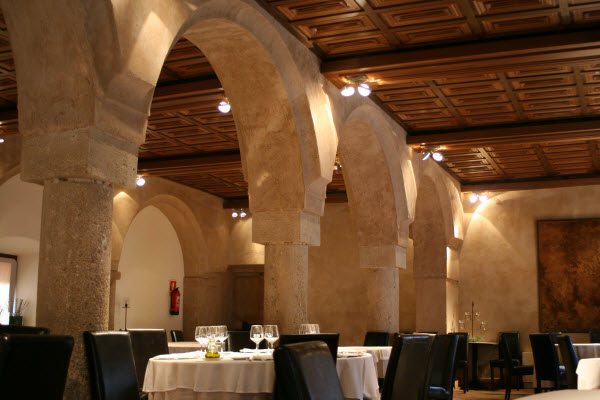
Interior del Castillo de Pilas Bonas, con su decoración de los siglos al

Se tienen noticias de la apertura de un pozo en el año 1564 que se añadiría al más antiguo situado en el tercer patio, así como de un Alholí realizado sobre esta misma fecha. En el año 1577 se efectuó una reforma en la parte de las caballerizas, haciendo una planta alta adosada a la muralla sureste para almacén de grano, construyendo una escalera en su extremo que conectaba con la muralla y las garitas de la torre del Homenaje.
Remontándonos al siglo XVIII, se tiene conocimiento de obras para construir una «panera» y otras edificaciones en el interior de los patios, que bien pudieran ser las existentes entre el Patio Noble y el Patio Grande. Entre 1808 y 1812 fue utilizado como cuartel general de las tropas francesas en la Guerra de la Independencia y en 1836 fue un fortín acuartelado para el ejército cristino que luchaba en la Guerra Carlista.
En 1864 se produce la Desamortización, quedando en manos privadas y destinándose a vivienda, sufriendo diversas obras y transformaciones, aunque por fortuna el núcleo más importante permaneció en aceptables condiciones para su recuperación. Actualmente ofrece servicio de hospedería.

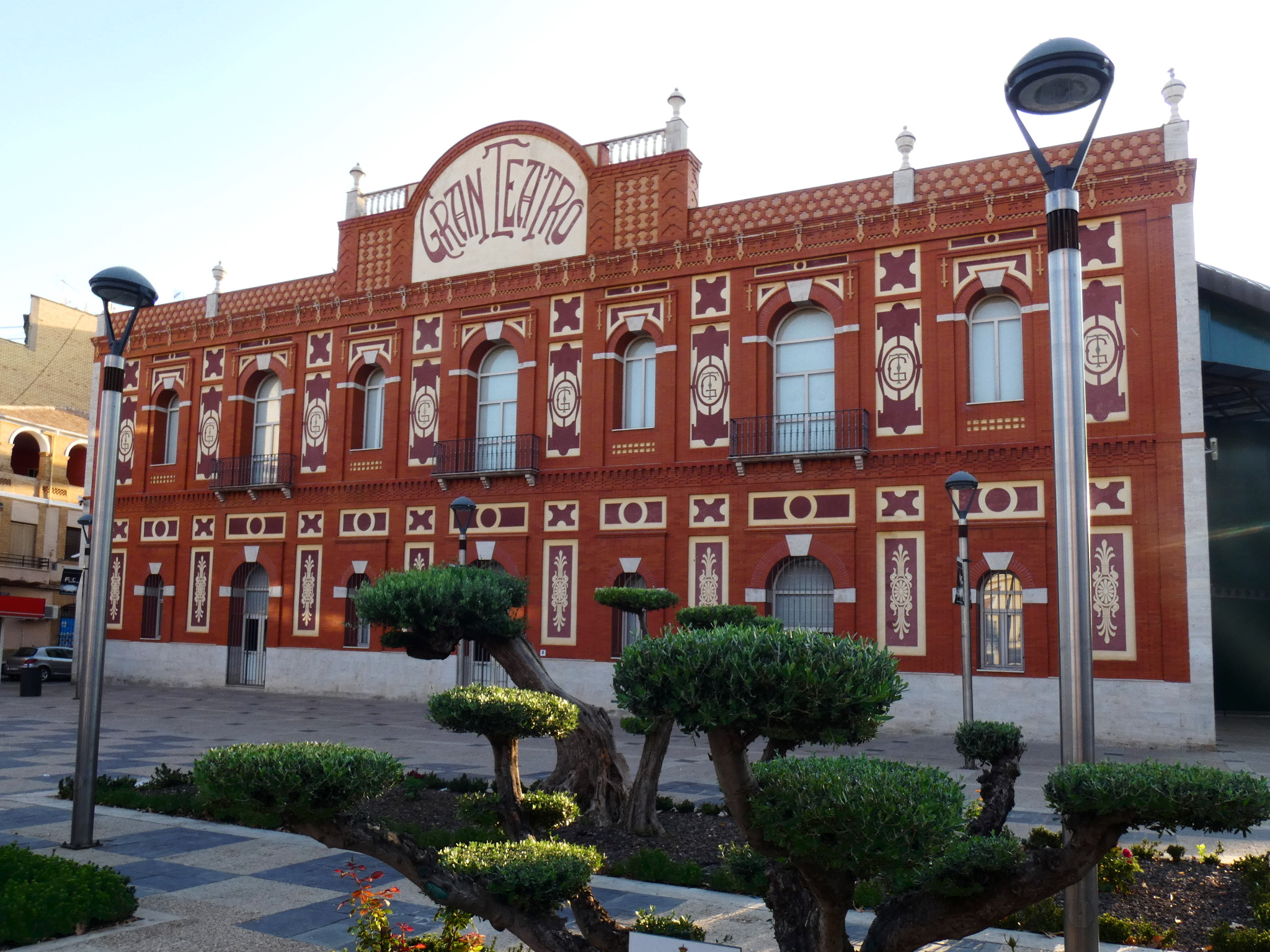
Gran Teatro
Vistoso edificio de fachada encarnada con decoración inspirada en el comienzo del siglo XX. Se inauguró en 1995, sobre los terrenos que ocupaba el antiguo Gran Teatro (construido en 1911 y demolido en los años 1970); tiene un aforo para 700 espectadores y acoge los actos más relevantes del panorama cultural y social de Manzanares y exposiciones artísticas en su hall de entrada. Por su escenario han pasado los mejores actores y cantantes del panorama cultural nacional además de acoger la prolífica producción teatral que las asociaciones teatrales de la localidad como «Vaya Cirio» o «Lazarillo» realizan.
Parador de Turismo

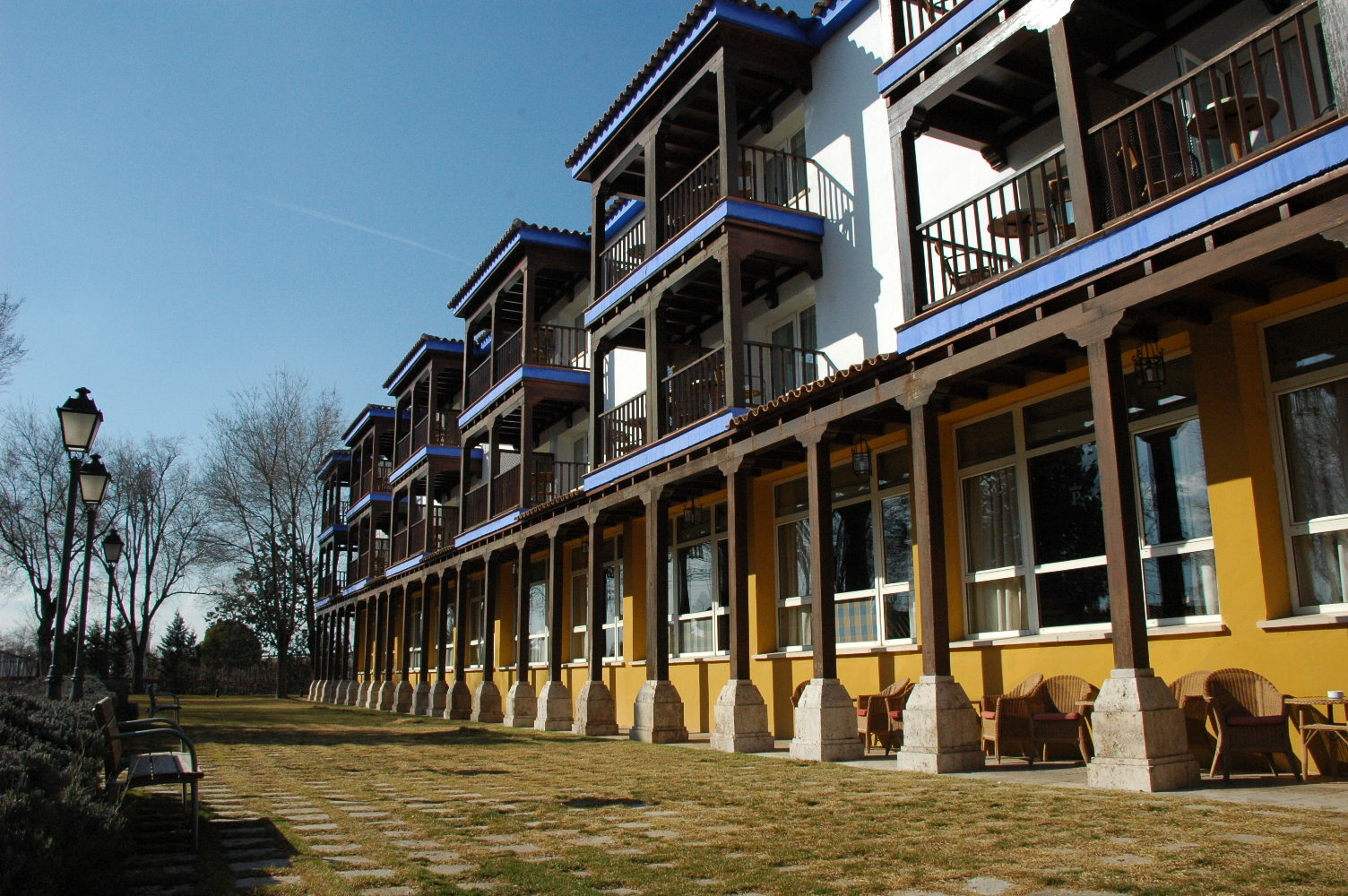
Parador de Turismo de Manzanares

Es un claro ejemplo de innovación arquitectónica de 1929, pero actualmente muy reformado y nada tiene que ver con el original.
Plaza de toros
La plaza de toros de Manzanares fue construida en 1900. En el verano de 1934 murió en ella el diestro Ignacio Sánchez Mejías, a quien Federico García Lorca dedicó un bello llanto literario.
Tras el paréntesis de la Guerra Civil, la plaza fue reinaugurada en 1944, con una corrida en la que torearon «El Estudiante», Manolete y Pepe Luis Vázquez.
Otras fechas de feliz recuerdo son la del 9 de agosto de 1963, cuando la presencia de «El Cordobés» produjo un lleno histórico; la del 20 de septiembre de 1969, con la presencia en las gradas de la actriz Ingrid Bergman con sus dos hijas gemelas, y la del 17 de julio de 1982, cuando Televisión Española retransmitió una corrida de toros por primera vez en la provincia de Ciudad Real.
Su efeméride más trágica es la muerte, el sábado 11 de agosto de 1934, del recordado y llorado torero Ignacio Sánchez Mejías, titular de una de las peñas taurinas de Manzanares a la que da nombre.
Se plantea construir próximamente un museo dedicado a la tauromaquia en la propia plaza.

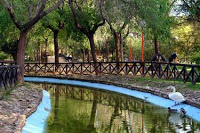
Parque del Polígono
Con una extensión de 9 ha, poblado artificialmente con distintas especies curiosas de aves, como cisnes, ánades y pavos reales. En su interior se encuentra el paseo del Sistema Solar.

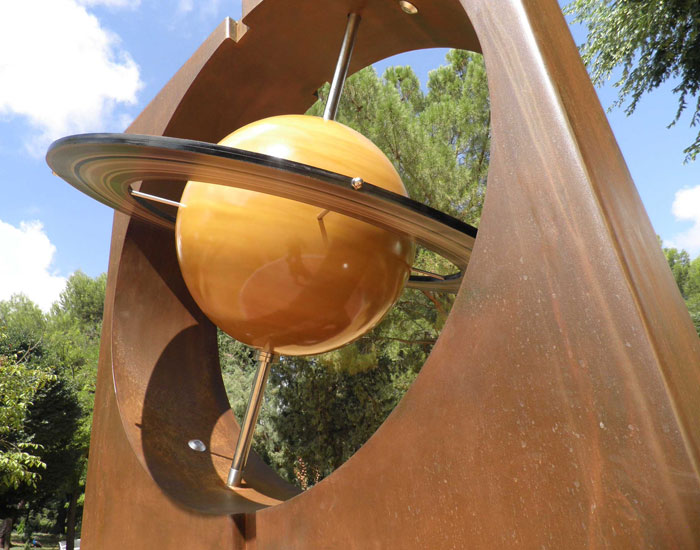
Paseo del Sistema solar
Un modelo a escala de nuestro sistema solar que ocupa toda la extensión del parque del Polígono, con representaciones físicas (esferas dentro de estructuras de acero) del sol y los ocho planetas además del Cinturón de Kuiper y la Nube de Oort, con objetivo didáctico y educativo. Ideado por el científico manzanareño Dr. Julián Gómez-Cambronero y financiado por el Ayuntamiento de Manzanares, fue inaugurado el 10 de septiembre de 2010. Ha recibido numerosísimas visitas de alumnos, desde los de primaria hasta los de bachillerato, de grupos turísticos y de asociaciones de astronomía. El «Paseo del Sistema solar», único en la región, es un espacio natural de visita obligada para los centros de enseñanza y asociaciones culturales de Manzanares y su comarca.

### Arquitectura industrial
Fábrica de harinas

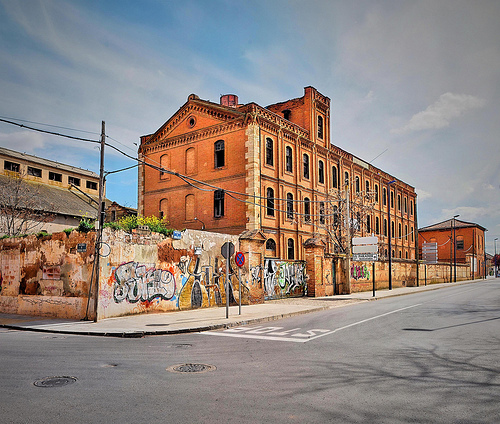
Fábrica de Harinas

La fábrica de harinas de Manzanares es un complejo fabril situado en una de las avenidas principales de la ciudad y al lado del canal del río Azuer y el Calicanto. El edificio principal es de rasgos historicistas y eclécticos, construido a caballo entre los siglos XIX y XX con sólidos materiales, lo cual ha favorecido que llegue hasta nosotros. Esta construcción es representativa de la industrialización de Manzanares y símbolo del progreso económico y social de la ciudad en el ámbito de La Mancha durante la era de la revolución industrial, prueba de ello es que llegó a ser la tercera fábrica más grande de toda España. A pesar de ser imagen del progreso y desarrollo de Manzanares y su identidad como pueblo emprendedor y avanzado, se mantiene en un estado de abandono y dejadez que ha llevado a algunas de las partes del complejo a la ruina, sin que sus propietarios o la administración hagan nada por evitarlo.
En 2015 el Ayuntamiento compró este emblemático edificio con intención de rehabilitarlo y evitar su pérdida.
Casa mirador del Azuer

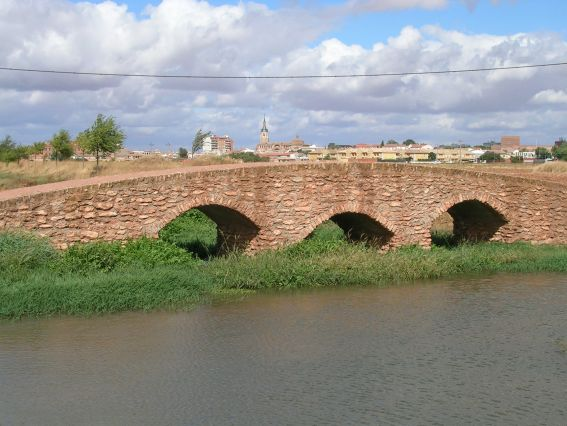
Puente de la Reina, sobre el río Azuer

La Casa-Mirador de Azuer es un ejemplo arquitectónico de la casi extinta cultura de ribera en la localidad de Manzanares. Construido en el siglo XIX junto al cauce del río Azuer, se trata de uno de los monumentos más representativos de esa época en la citada localidad. Actualmente se encuentra en peligro inminente de derribo.
Al margen de la antigüedad y valor artístico y sentimental del inmueble, hay que tener en cuenta que el mirador del Azuer forma parte de un entorno especial, formado por el Puente de los Pobres, y una serie de edificaciones del siglo XIX, como son la espléndida Fábrica de Harinas (catalogada con protección integral), el quiosco de música del Parterre, la plaza de toros (1900) y el edificio de la Curruca, una original muestra de gran interés etnográfico, que se asemeja a un molino pequeño, con dependencias anexas que comprenden noria en buen estado y aljibe.

## Cultura

### Museos
Manzanares cuenta con un total de cinco museos —cuatro de ellos de titularidad pública— de carácter etnográfico y antropológico, histórico, textil y especializado, lo que le ha llevado a erigirse como un referente cultural en materia museística. Se trata de los siguientes:
- Museo de Manuel Piña. El primero de los inaugurados, que abrió sus puertas en 2007,[65] fruto de las donaciones efectuados por familiares y amigos de Piña. Ubicado en la bodega de la casa de los Merino o centro cultural «Ciega de Manzanares», está dedicado a la vida y obra del modisto nacido en Manzanares, uno de los máximos exponentes del prêt-à-porter español y uno de los fundadores de la Pasarela Cibeles. Se exhiben trajes, diseños, complementos, figurines, joyas, carpetas de desfiles... así como pinturas de Costus, Juan Gomila, Rogelio Imperiale o Álex Serna y fotografías de Javier Vallhonrat y Alberto García-Alix, entre otros.[66]

- Museo del Queso Manchego. Abierto a mediados de 2014,[67] se trata del único espacio museístico en el mundo dedicado a este producto alimenticio. Ubicado en las dependencias agropecuarias de la casa de los Malpica, en torno al corral del XVII se distribuye su exposición permanente, la cual versa principalmente acerca de las características y los diferentes procesos de elaboración del queso manchego, así como de aspectos relativos a la trashumancia, la gastronomía regional o la artesanía tradicional, entre otros.[68]

- Archivo-Museo de Ignacio Sánchez Mejías. Inaugurado en febrero de 2018,[69] este espacio —que comparte sede con el Museo del Queso Manchego al emplazarse en la zona noble de la casa de los Malpica— lleva a cabo un recorrido por la vida y obra de Ignacio Sánchez Mejías, mecenas de la Generación del 27, dramaturgo y torero, que murió el 11 de agosto de 1934 a consecuencia de una cogida en la plaza de toros de Manzanares.[70] La institución reúne un amplio número de objetos como cartas, artículos de prensa, fotografías o enseres personales, procedentes de su archivo personal y debidos a personajes tan destacados de la cultura española de comienzos del siglo XX como el propio Sánchez Mejías, Rafael Alberti, Gerardo Diego o Federico García Lorca (su famosa elegía Llanto por Ignacio Sánchez Mejías), entre otros.[71][72] En 2024, la institución recibió la donación de una serigrafía de Gregorio Prieto por parte del museo homónimo.[73]

- Museo del Molino Grande. Se trata de un centro de interpretación de este molino hidráulico —levantado en el siglo XVI en el margen oriental del caz del río Azuer y que continuó funcionando hasta 1975— inaugurado en junio de 2018 tras su adquisición por parte del ayuntamiento en 2011.[74] Destaca la variada maquinaria que hacía funcionar al inmueble, así como una serie de estancias (cocina y alcoba) que recrean la vida doméstica de los molineros en la segunda mitad del siglo XX.[75]

- Museo PlomHist. Abierto en 2021 en una casa solariega de finales del siglo XIX,[76] acoge la colección particular de figuras de plomo de Rafael García Alcázar en las que se lleva a cabo un recorrido histórico universal, y particularmente de España, desde la Prehistoria hasta la Edad Contemporánea. Cuenta con escenarios y dioramas, maquetas de armas, pinturas, libros y láminas que ayudan a contextualizar las figuras.[77]

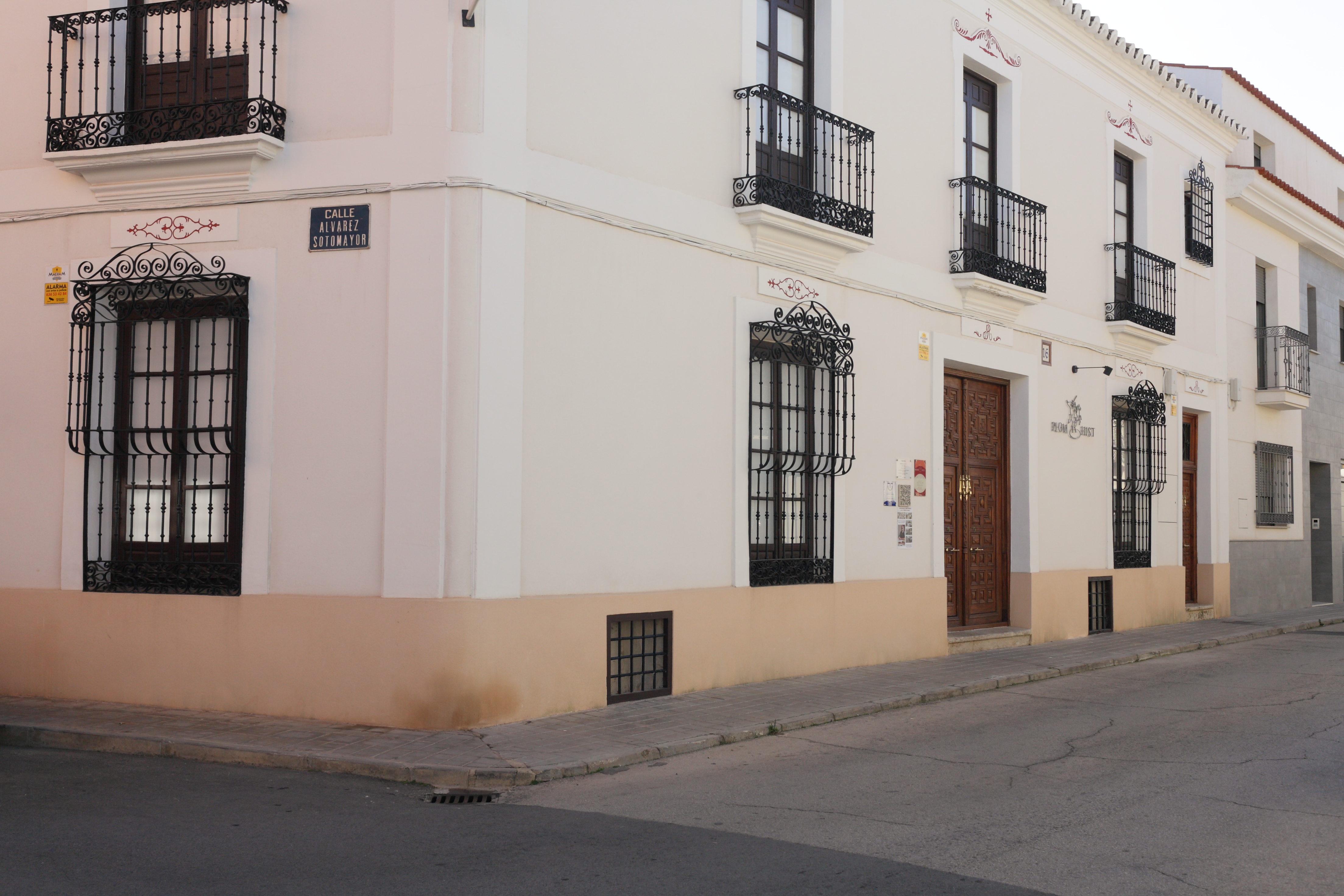
Museo PlomHist visto desde la calle de Álvarez de Sotomayor
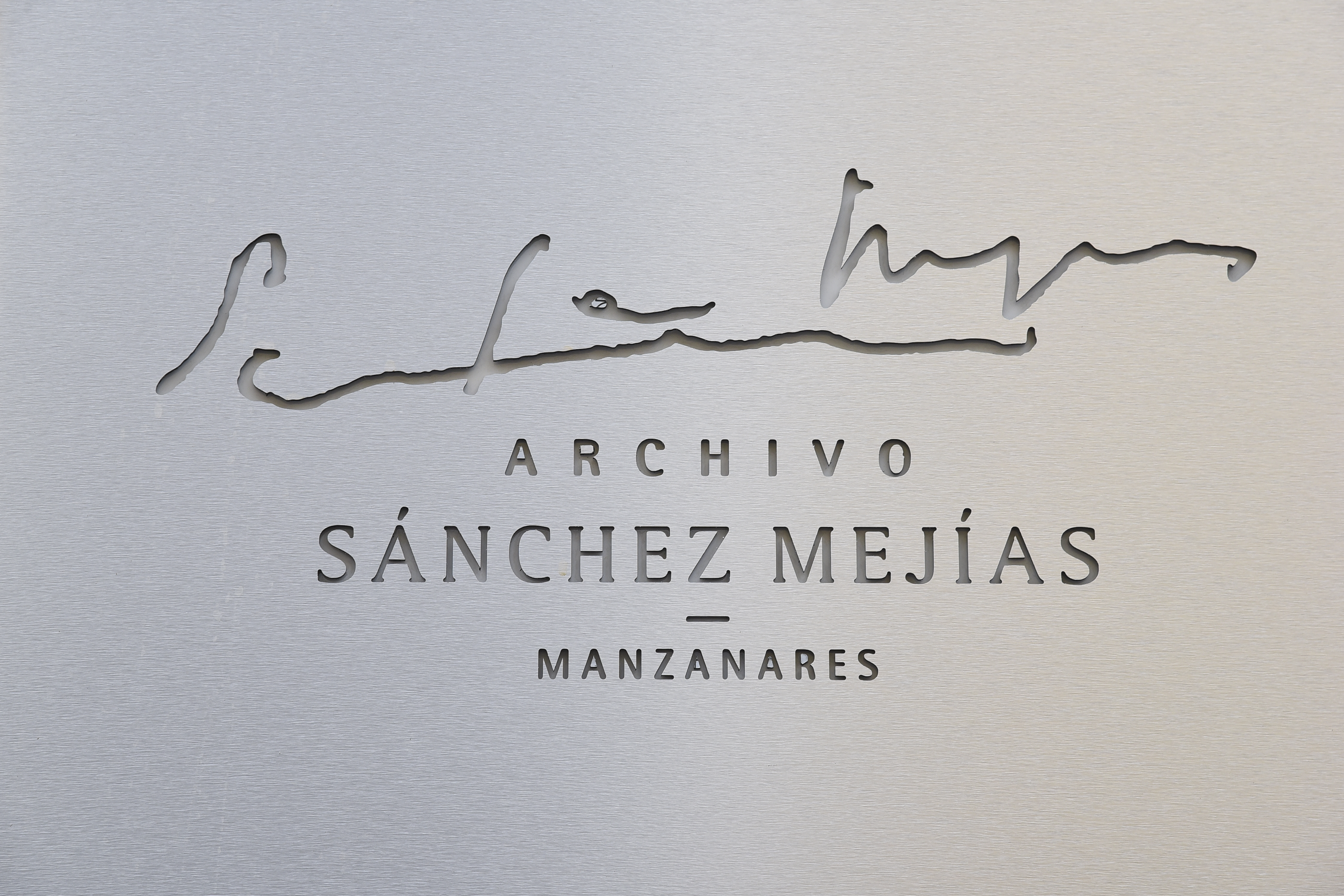
Logo del Archivo-Museo de Ignacio Sánchez Mejías
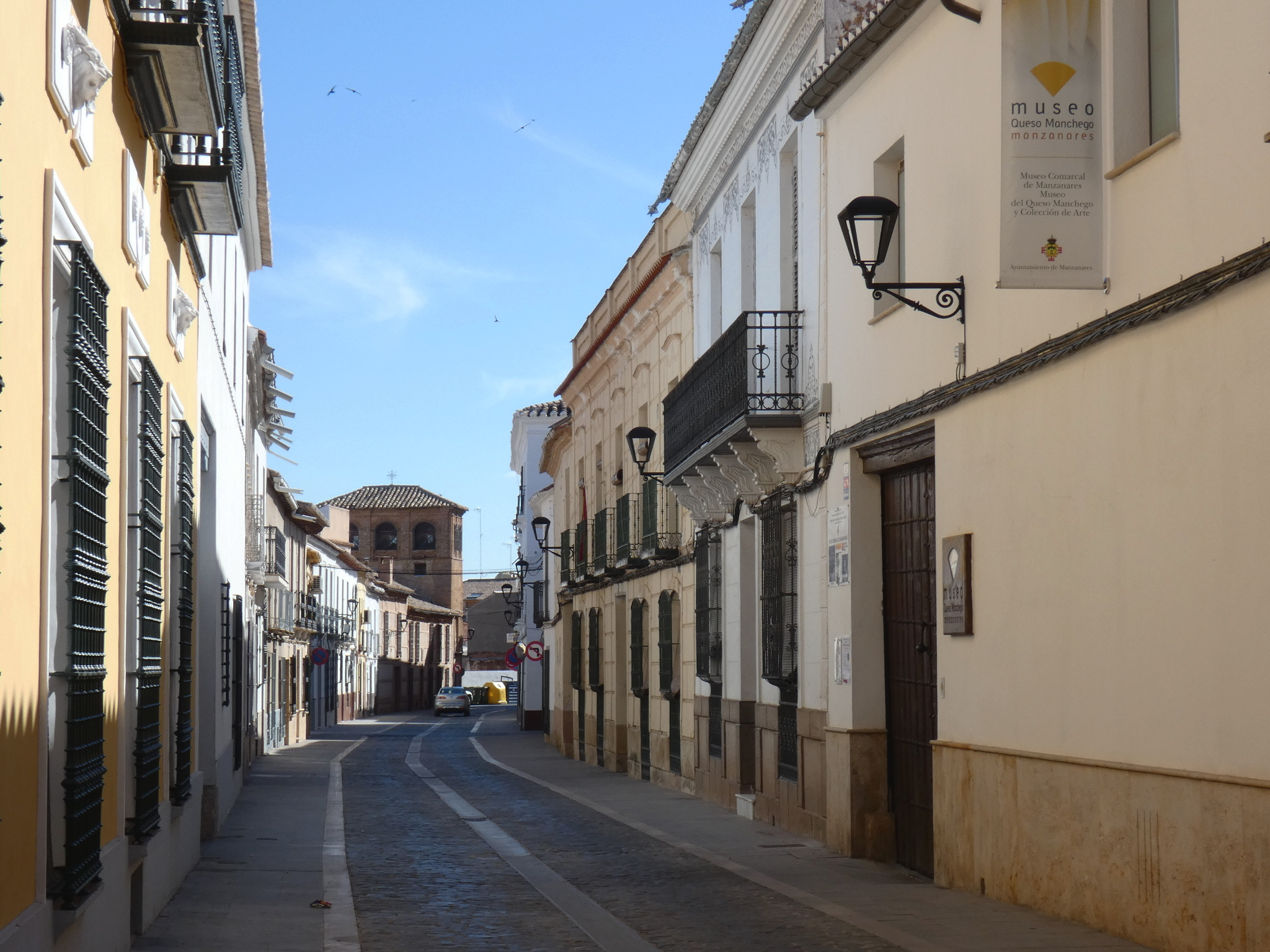
Calle de las monjas; a la derecha, el Museo del Queso manchego

### Patrón
Obra del escultor vasco Quintín de Torre Berástegui, llegada a Manzanares el 29 de agosto de 1942 desde Bilbao. Venerada imagen entronizada en la ermita de la Vera-Cruz que, desde el 31 de marzo de 1809, es patrón de la «fidelísima villa de Manzanares» y «Alcalde Honorario y Perpetuo» de la ciudad desde el 8 de junio de 1957, cuando se le entregó el bastón de mando que le acreditó dicho título.
La actual imagen llegó para sustituir a la antigua costeada por Catalina Martínez en 1608, de la escuela sevillana de Juan Martínez Montañés y que fue destruida a comienzos de la guerra civil española; el 16 de abril de 1609 salió por primera vez en procesión «con grande admiración y alegría de todos los manzanareños». De la antigua imagen todavía queda como recuerdo algunas fotografías de comienzos del siglo XX y, especialmente, sendos grabados y litografías que, a lo largo de los siglos, supieron plasmar el «retrato verdadero» de la imagen. También es de destacar un busto homónimo de Ortega Bru, conservado en la colección particular de los herederos de Pedro González-Román, el que fuera durante mucho tiempo el hermano mayor de la Hermandad de Nuestro Padre Jesús del Perdón.

### Fiestas

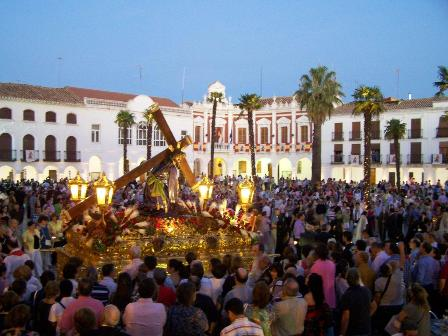
Jesús del Perdón saliendo de la iglesia en su procesión anual del 14 de septiembre como patrón de Manzanares

- Festividad de San Antón: 17 de enero. Hoguera y cochinillos de galleta y mantecado.
- Festividad de la Virgen de la Paz: 24 de enero. Palomas de galleta y mantecado.
- Festividad de la Virgen de la Candelaria. 2 de febrero. Hoguera y Candelas de galleta y mantecado.
- Festividad de San Blas: 3 de febrero. Rosquillas del Santo.
- Semana Santa: en las que hacen estación de penitencia ocho cofradías entre el Jueves y Viernes Santo, además de las procesiones del Domingo de Ramos y el Resucitado organizadas por la Junta de cofradías. Es de destacar el desfile procesional de las imágenes realizadas para la localidad por el escultor gaditano Luis Ortega Bru, que dejó en la localidad reconocidas muestras de su ingenio y creatividad. Obras de este imaginero son el Santísimo Cristo en la Columna y María Consoladora de Afligidos que realizan su estación de penitencia la tarde del Jueves Santo. El conjunto del Cristo en la Columna se compone del Cristo titular y dos sayones, donde Ortega Bru rompe todos los esquemas tradicionales asociados a este tipo de esculturas, sin huir de una estética barroca, lo que las hacen ser una de las piezas más personales y singulares del escultor. Otras obras del mismo que podemos encontrar son el Cristo de la Veracruz, Virgen de la Esperanza y San Juan que procesionan en la madrugada del Viernes Santo en la procesión del Silencio.

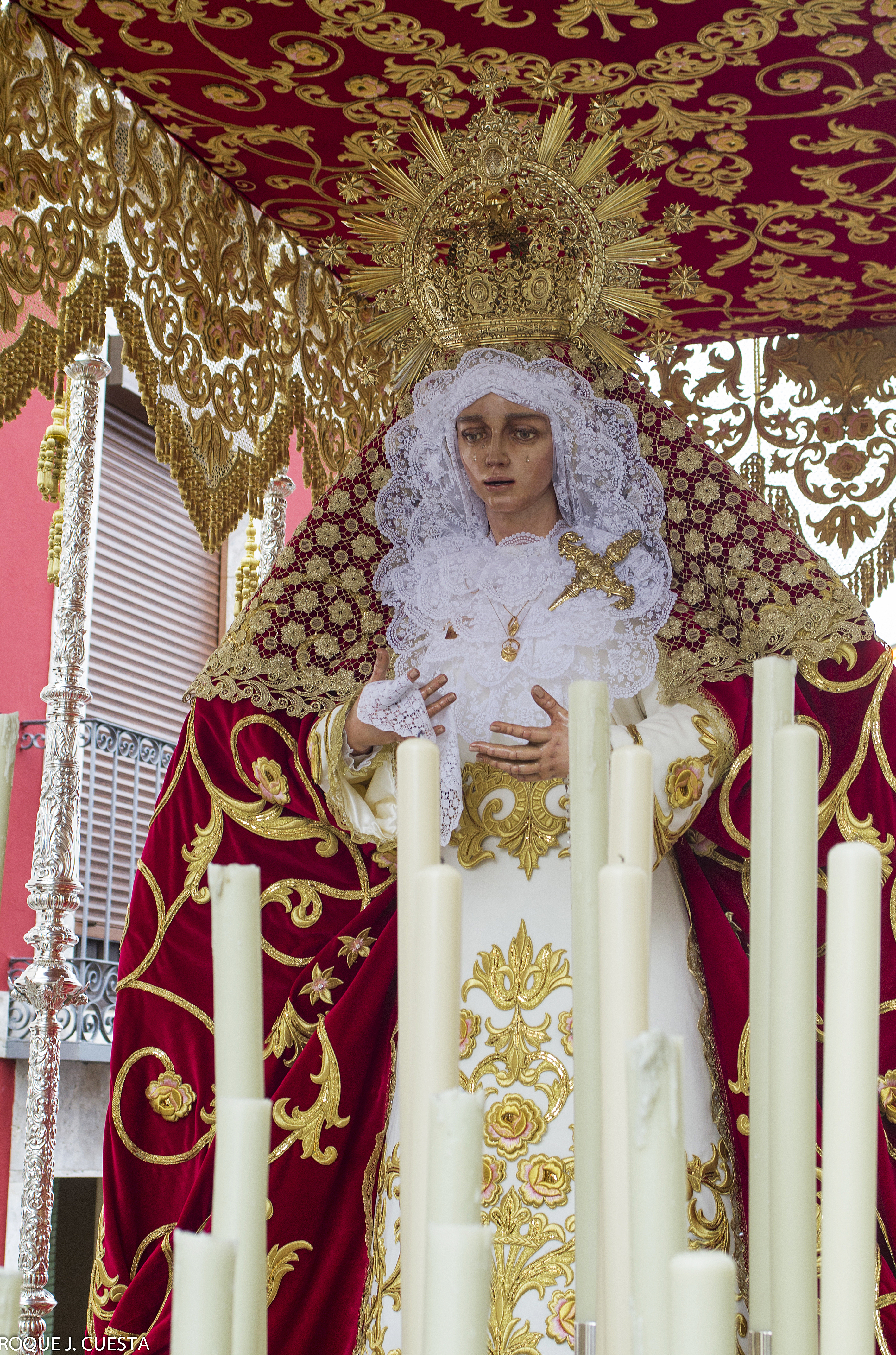
María Consoladora de Afligidos, talla de Luis Ortega Brú que desfila el Jueves Santo por las calles de Manzanares

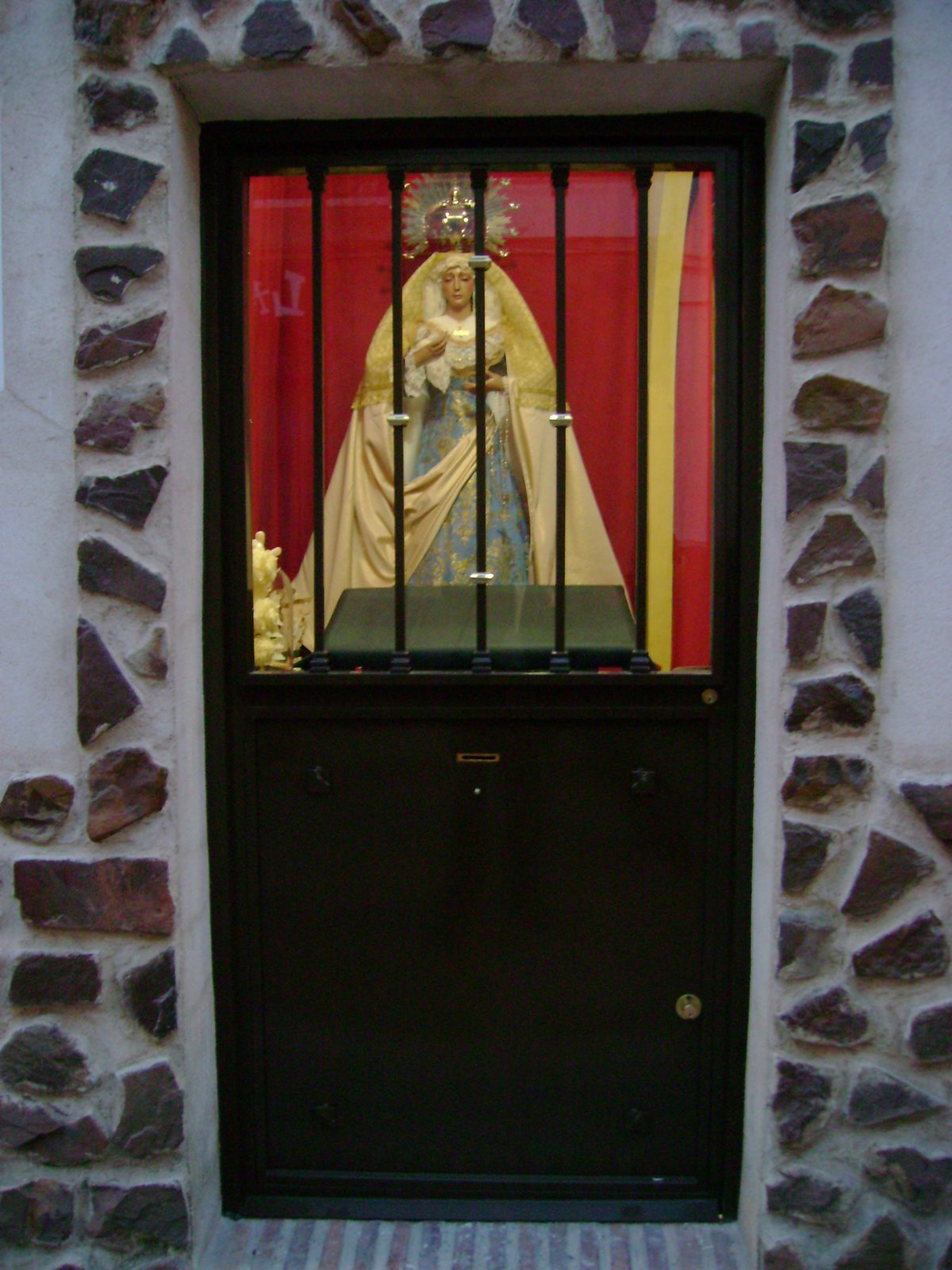
Casa de la Hermandad del Santo Entierro

- Romería de San Isidro: 15 de mayo. Hoy en día se celebra en el recinto de la Feria del Campo, evitando así el gran desplazamiento de vehículos hacia el anterior emplazamiento a 14 km del pueblo en dirección a Moral de Calatrava, en el paraje conocido como Siles. En la Feria del Campo se siguen instalan los chiringuitos, tiendas de campaña para pernoctar y se recrea el ambiente típico de una verbena.
- Fiestas de la Divina Pastora: 1 de mayo. En el barrio del mismo nombre, con festejos tanto lúdicos como religiosos donde se reúnen una gran cantidad de personas de todos los pueblos de alrededor, son las fiestas de barrio más importantes de la ciudad.
- Feria Nacional del Campo (FERCAM): segunda quincena de julio. El Ayuntamiento la viene organizando desde 1960; sobre 9 ha se exponen los más modernos vehículos, maquinaria y elementos relacionados con la labor agrícola y ganadera, en los últimos años también se ha dedicado un pabellón específico para empresas y cuestiones relacionadas con el turismo. En paralelo a esta muestra se celebran concursos de habilidad con tractor,[85] los concursos regionales de calidad de vinos, e incluso conferencias y simposios relacionados con las distintas facetas del campo.
- Fiestas patronales: 14 de septiembre: festividad de Nuestro Padre Jesús del Perdón. Los actos que se realizan en estas fiestas surgen de la colaboración entre el Ayuntamiento y la Cofradía de Jesús del Perdón. Comienzan a prepararse desde el día 4, con la ida de la imagen del Patrón desde la ermita de la Vera Cruz hasta la iglesia parroquial de Nuestra Señora de la Asunción. Desde el día 5 de celebra un novenario, y en la fecha señalada se celebran dos misas matutinas (la más madrugadora para los cofrades, la siguiente ya para el resto del pueblo y autoridades) y una procesión de tarde. La celebración religiosa de esta fiesta está acompañada de actos culturales y deportivos que suelen comenzar el 2 de septiembre y prolongarse hasta el 17, como el torneo de fútbol juvenil, el Festival de Danzas Regionales, carreras ciclistas, el concurso comarcal de Arada.
- Feria Nacional del Queso: primera quincena de abril. La iniciativa surge de la apuesta que el Ayuntamiento de Manzanares viene realizando tanto en la promoción de ferias comerciales como en la apuesta por el desarrollo del sector agroalimentario. Durante el desarrollo de esta feria (en el pabellón ferial de FERCAM), los visitantes a la misma pueden degustar y adquirir diferentes tipos de quesos, entre los que se encuentra el preciado queso manchego, que han sido congregados para esta feria en la localidad.
- Jornadas Medievales: Organizadas durante el primer fin de semana de octubre, congregan a un gran número de visitantes que vienen a disfrutar de sus actos y ambiente medieval. Nacieron para rememorar la elección de Alcaldes medievales que se realizaba en la localidad durante la Edad Media, excusa que sirve para organizar un fin de semana plagado de bailes medievales, representaciones teatrales, desfiles populares y concursos de indumentaria entre otras actividades.
- Festival Internacional de Teatro Contemporáneo Lazarillo: Festival que se celebra durante la última quincena de agosto y que nació en 1974 (antes incluso que el Festival de Teatro Clásico de Almagro). Normalmente las representaciones que tienen lugar en distintos puntos de la localidad, como el parque, o el centro cultural Ciega de Manzanares, en el Gran Teatro,[86]

### Gastronomía
Son platos típicos de Manzanares la caldereta de cordero, las gachas, las migas y el tiznao, además de los dulces que se preparan especialmente para ciertas festividades, como el cochinillo que se cocina para San Antón, la Paloma en la fiesta de la Virgen de la Paz, la rosca utrera o nuégados y las flores, que se preparan en Semana Santa.